# Poisson abyssal

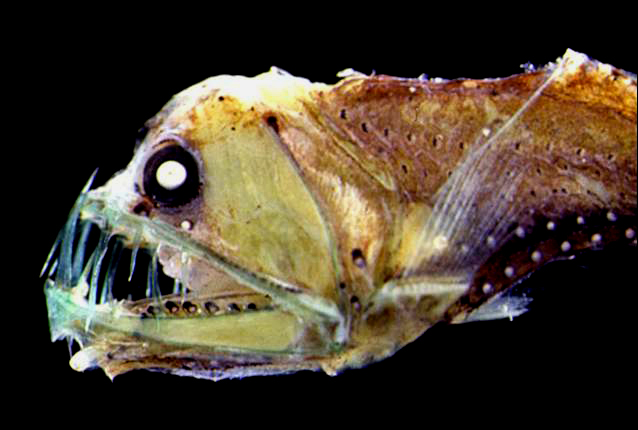
Un poisson-vipère de Sloane (Chauliodus sloani).

Les poissons abyssaux, poissons des abysses ou poissons des profondeurs sont des poissons qui passent la plus grande partie de leur vie dans les abysses. En 2025, un poisson des abysses a cependant été vu vivant à la surface au large des iles Canaries, un évènement extrêmement rare. Les poissons des abysses constituent un élément important de la faune abyssale et une ressource halieutique considérable. Réputés pour leur apparence monstrueuse, la plupart mesurent un mètre et une dizaine de centimètres de longueur. En raison de leur difficile accessibilité, on ne sait que peu de choses de leur comportement, on ne peut le déduire qu'à partir de leur anatomie.
La profondeur moyenne des océans est d'environ 3 800 m, les abysses constituent donc plus de 85 % du volume total. La haute mer est donc le plus grand habitat de la biosphère terrestre, pour la compréhension de la propagation de la biodiversité, l'étude des poissons abyssaux constitue un élément important.
Sur 15 800 espèces de poissons de mer, on estime qu'au moins 2 000 vivent dans les abysses,. Les poissons abyssaux sont divisés en deux types : les poissons dits benthiques, qui vivent près du fond de l'océan, et ceux dits pélagiques, qui flottent au milieu de l'océan, loin du fond. Leurs modes de vie sont très différents, cette distinction est importante pour comprendre l'évolution de l'écologie des poissons des profondeurs.
Les poissons abyssaux constituent une nouvelle ressource halieutique (pêche profonde) et de nombreuses espèces sont consommées par l'homme. Mais l'épuisement des stocks des eaux de surface provoqué par la surpêche accentue le prélèvement d'espèces profondes, mettant en danger ces espèces au métabolisme lent.

## Découvertes et explorations

### La découverte de la vie dans les abysses

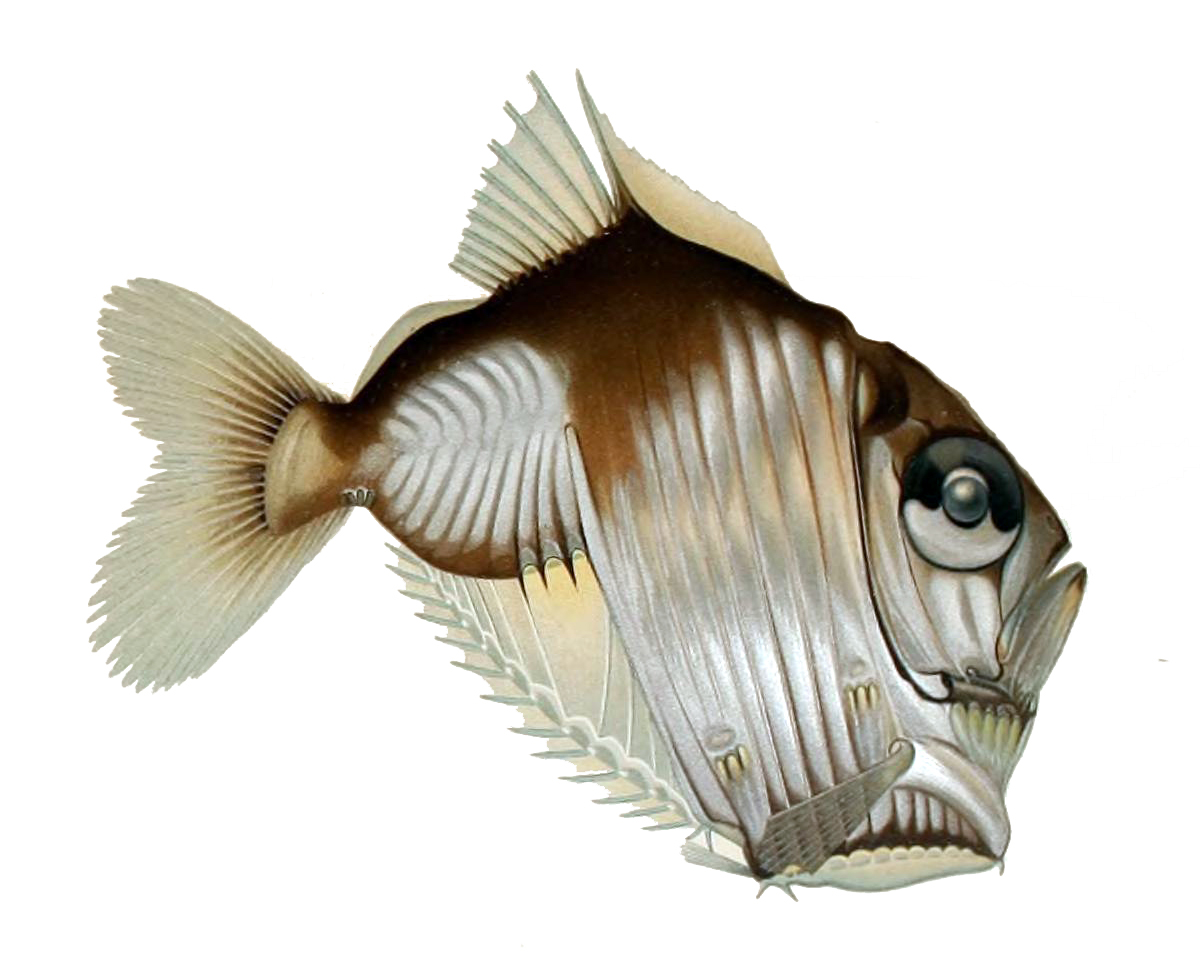
La hache d'argent diaphane est sûrement le premier poisson abyssal à avoir été décrit (1781).

Avant la fin du XIXe siècle, les scientifiques pensaient que toute forme de vie était impossible dans cet environnement hostile que constituent les abysses. En 1858, le naturaliste britannique Edward Forbes affirmait, en se fondant sur des observations à bord d'un navire hydrographique en 1839, qu'il ne pouvait y avoir de vie au-dessous de 300 brasses (550 m).
La découverte de poissons dans les abysses est relativement récente. Bien avant l'invention des premiers bathyscaphes, les scientifiques pêchaient déjà des poissons abyssaux sans même le savoir, en témoigne la hache d'argent diaphane, un poisson vivant entre 400 et 3 676 m de profondeur, qui fut décrit par Jean-Frédéric Hermann en 1781.
Mais les premiers spécimens décrits en masse datent de la fin du XIXe siècle avec des expéditions équipées de longs filets pour attraper la faune abyssale. De 1872 à 1876, les scientifiques de l'expédition du Challenger, la première circumnavigation océanographique, raclèrent les fonds marins à l'aide de dragues et de chaluts. Parmi de nombreuses autres découvertes, l'expédition catalogua plus de 4 000 espèces animales jusque-là inconnues, dont des centaines de poissons. Cette expédition est le point de départ de l'histoire de l'étude des poissons des abysses.
Mais lors de ces prises, la brutalité de la décompression et du changement thermique était telle que les poissons mouraient rapidement. En effet, la plupart des poissons abyssaux ne sont pas capables de survivre à la surface, et les tentatives de les garder en captivité ont toutes échoué. Pour cette raison, on ne sait que peu de choses d'eux : il y a des limites à la quantité de recherches fructueuses qui peuvent être effectuées sur un spécimen mort et les équipements d'exploration en eaux profondes sont très coûteux. Néanmoins, certaines nouvelles découvertes de poissons abyssaux ont pu être recensées. C'est par exemple le cas d'un himantolophus femelle (ou « poisson-football ») retrouvé le 12 mai 2021, sur une plage du Parc d’État de Crystal Clove, en Californie.

### Début de l'exploration des abysses par l'homme

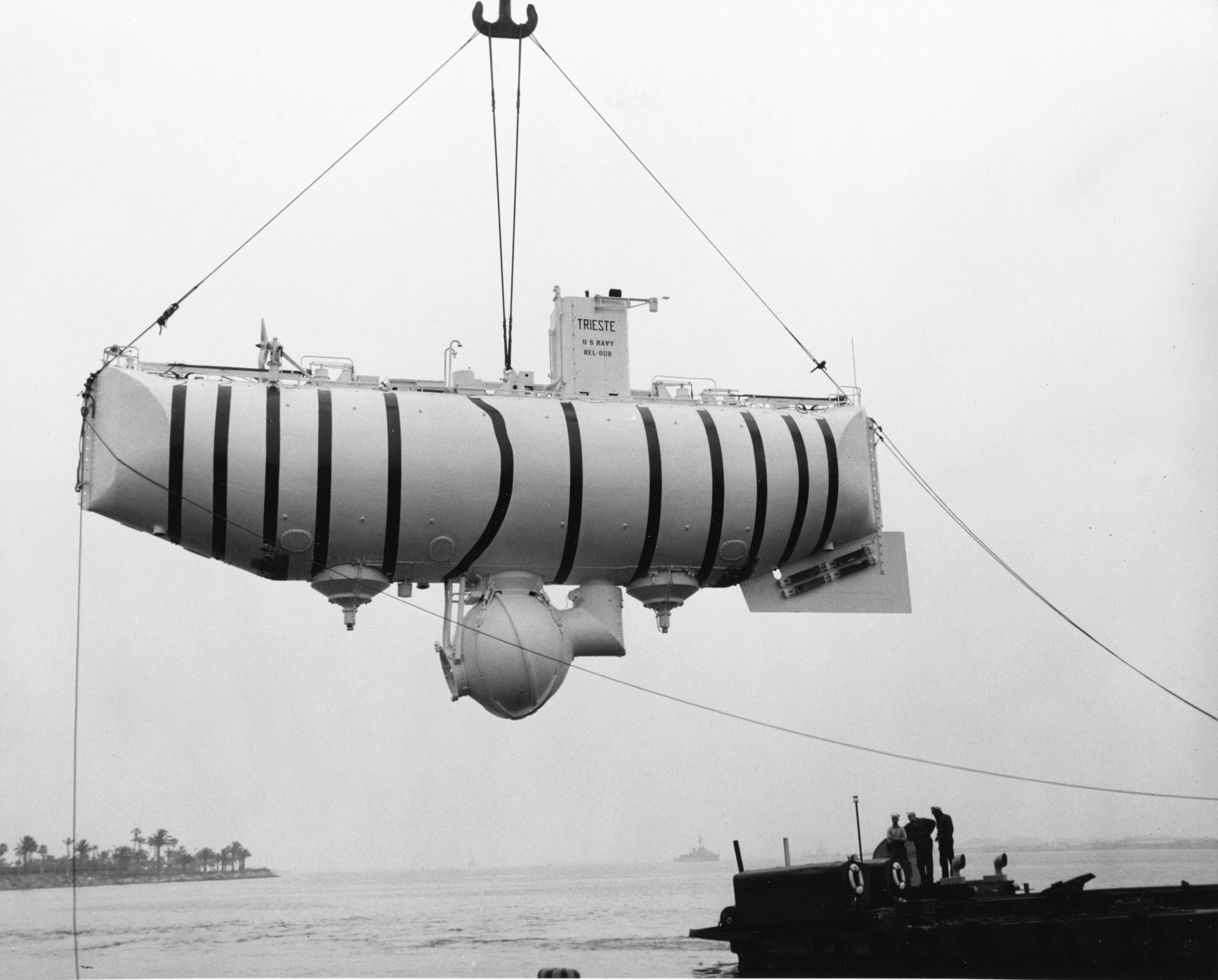
Le bathyscaphe Trieste en 1958.

L'invention des premiers submersibles pendant la Première Guerre mondiale à des fins militaires, mais également académiques, marque le début de l'exploration des abysses par l'homme. 
En 1928, une bathysphère, un submersible sphérique, rend finalement possible l'observation des poissons abyssaux. La bathysphère n'a aucune autonomie, mais peut plonger jusqu'à 923 m de profondeur. Mais en 1948, Auguste Piccard construit le premier bathyscaphe, un submersible autonome. Le bathyscaphe a eu par la suite beaucoup de successeurs, il constitue un puissant outil pour observer et recueillir des échantillons de l'environnement des poissons des profondeurs.
À partir des années 1970, le perfectionnement des submersibles habités (Alvin, Nautile, Shinkai 6500, etc.) et l'apparition des robots fixés à un câble (ROV) ont permis d'accumuler les informations sur le mode de vie des poissons abyssaux dans leur milieu naturel. Mais la lumière éblouissante des projecteurs provoque une réaction défensive ou de fuite chez la plupart des poissons abyssaux, empêchant des analyses concrètes.
L'exploration des abysses est encore d'actualité ; de nombreuses expéditions sont chaque année chargées d'en découvrir un peu plus. Certaines d'entre elles pêchent jusqu'à 50 à 90 % d'espèces non identifiées, notamment dans le sud de l'Atlantique et sur les monts sous-marins du Pacifique. Les estimations sur le nombre d'espèces à découvrir dans les abysses se situe généralement autour de 10 et 30 millions, alors qu'on connaît actuellement 1,4 million d'espèces terrestres et marines. On peut donc en conclure que de nombreuses espèces de poissons abyssaux attendent d'être découvertes.

### Des poissons à des profondeurs extrêmes

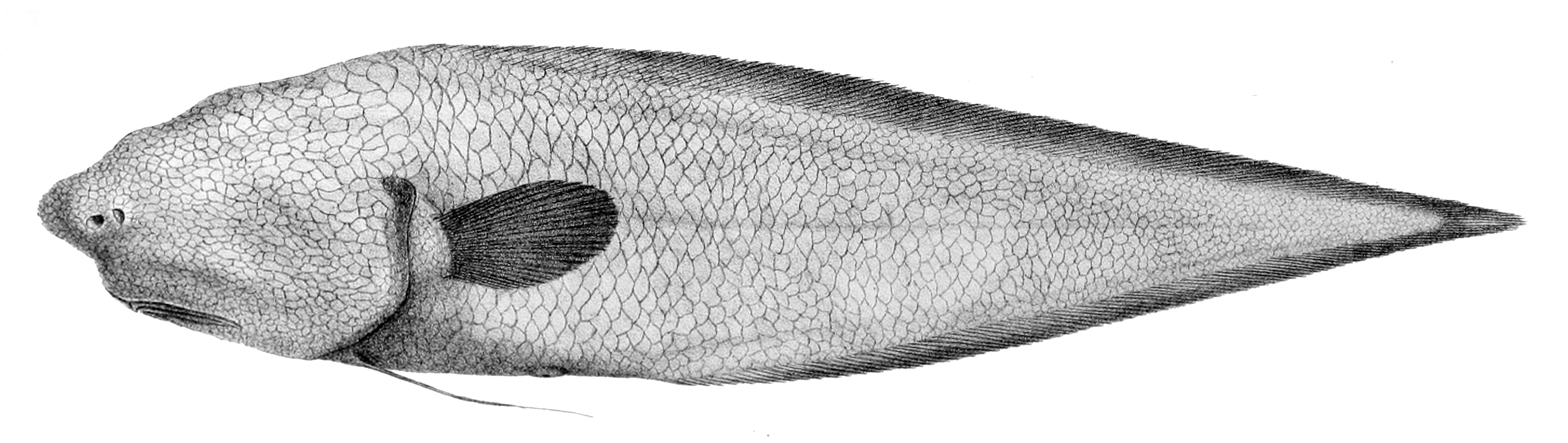
Une donzelle (Typhlonus nasus).

En 1960, les États-Unis avaient pour objectif de descendre dans la fosse des Mariannes, déjà connue à l'époque comme le point le plus profond du monde, avec l'un des bathyscaphes Trieste. Jacques Piccard, le fils d'Auguste Piccard, se trouvait à bord lorsque le point le plus bas fut atteint (environ 10 900 m de profondeur). Il rapporta avoir vu « un poisson semblable à une limande ». L'engin japonais sans pilote utilisé pendant l'expédition de 1998 ne vit cependant aucun poisson dans la même zone. Depuis, le statut de « témoin » est discuté et on préfère se fier aux caméras. En effet, certains chercheurs pensent que Jacques Piccard aurait confondu une limande avec un concombre de mer.
Un exemple avec des preuves scientifiques solides : des poissons ont été recueillis dans les plus grandes profondeurs, des donzelles de l'espèce Abyssobrotula galatheae, dans la fosse de Porto Rico à une profondeur de 8 372 m, par l'équipe d'une expédition danoise en 1952. Le nom scientifique de cette espèce vient du nom du navire de l'expédition, le Galathea. Des scorpaéniformes, des liparidés et des donzelles ont été observés à 7 000 m de profondeur. En 2022, un poisson du genre Pseudoliparis a été observé à la profondeur de 8 336 m.

### Développement des techniques de capture

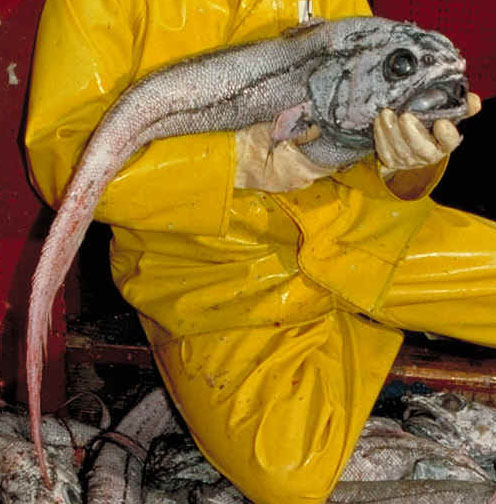
Un grenadier géant (Albatrossia pectoral) pêché. Les organes internes gonflés par la décompression soudaine, sont projetés par la bouche

Pour analyser la capacité d'adaptation aux basses températures et aux pressions extrêmes des poissons abyssaux, il faudrait maintenir en vie les échantillons capturés le plus longtemps possible, cette prouesse pourrait bientôt devenir possible en laboratoire.
Toutefois, pour capturer les poissons vivant en eau profonde il reste de nombreuses difficultés pratiques. Le problème le plus important est la température de l'océan qui augmente et la décompression rapide lors de la remontée, les dommages seraient mortels pour les échantillons dans de nombreux cas. Par ailleurs le stress environnemental causé par une trop forte luminosité, pourrait affecter la fonction visuelle et la régulation physiologique.
Les techniques de capture ont continué à s'améliorer avec le développement des techniques d'exploration des abysses. Dès les années 1970, les premiers récipients à basse température sont inventés. Puis en 1979, les premiers récipients capables de maintenir une haute pression voient le jour, avec une amélioration considérable dans les années 1980. Il est devenu possible de capturer des poissons benthiques en haute mer tels que Nezumia kamoharai, mais les techniques de maintien en vie à long terme ne sont pas encore au point.
La Japan Agency for Marine Earth Science and Technology (JAMSTEC) a élaboré, au début des années 2000, un dispositif pour remonter à haute pression les poissons des profondeurs. Le récipient central est de forme sphérique pour résister à la pression du réservoir sous pression, capable de maintenir la pression interne. Après la capture de poissons par le navire Dipuakuariumu, les échantillons sont acheminés par transport terrestre, tout en maintenant l'environnement à haute pression dans le réservoir reproduisant les conditions de leur milieu naturel. La décompression sans provoquer d'échange d'eau est devenue possible, ce qui devrait fournir de nouvelles pistes d'études à la recherche.

## Répartition géographique

### Distribution horizontale
Le long du plateau continental et des zones côtières à proximité des terres sont divisées horizontalement en haute mer. Les producteurs primaires, premier maillon d'une chaîne alimentaire dans un réseau trophique, sont absents compte tenu de l'absence de photosynthèse. Les matières organiques de l'énergie sont donc fournies par la terre ferme ou les couches supérieures. Les poissons abyssaux en général (et d'autres organismes) sont proches des terres. En outre, les organismes tropicaux à la surface des océans produisent moins de convection, empêchant l'expansion dans les fonds océaniques. 

### Distribution verticale

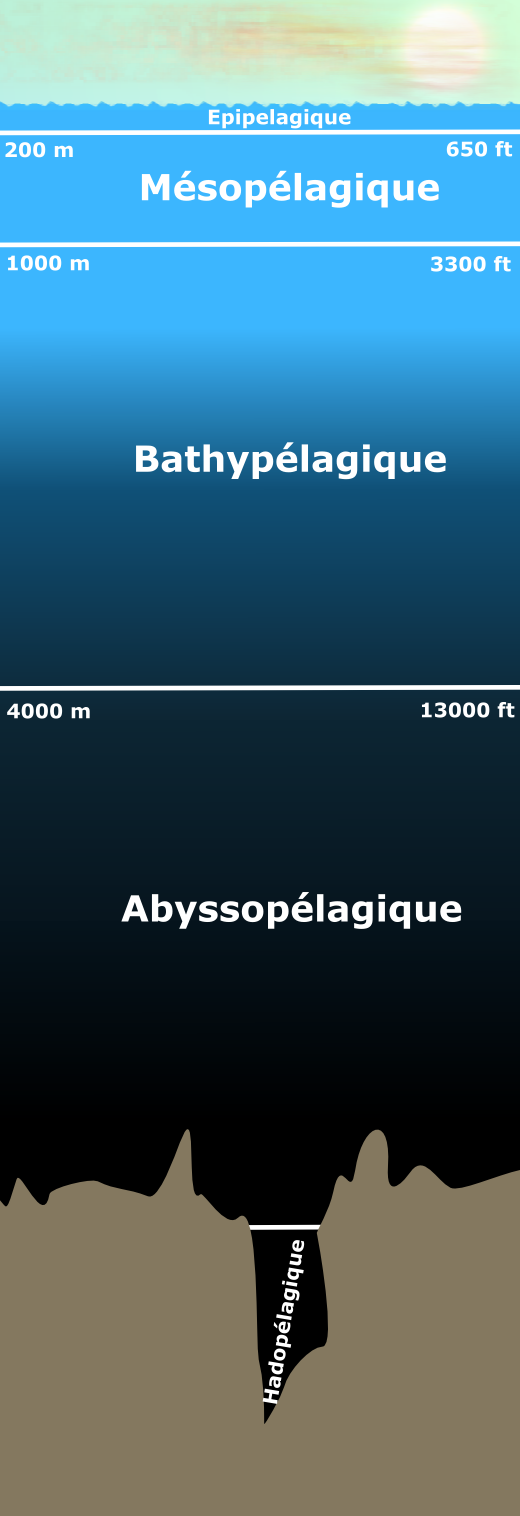
Les différentes zones océaniques.

#### Zone mésopélagique
Dans la zone mésopélagique, de 200 à 1 000 m, seule la longueur d'onde bleue parvient à pénétrer, ce qui n'est pas suffisant pour réaliser la photosynthèse. La thermocline principale se trouve généralement dans cette zone, c'est un environnement typique de la haute mer physiquement stable et avec peu de changements. Environ 750 poissons abyssaux vivant dans cette zone sont connus à ce jour, on y trouve surtout des haches d'argent, des gonostomatidés et des poissons-lanternes. Ces groupes sont largement distribués dans tous les océans du monde, y compris les mers polaires. Ils représentent une biomasse considérable, ainsi les Cyclothones sont considérés comme la plus grande population de vertébrés sur Terre.
Les poissons démersaux comme les chimaériformes, les squaliformes, les grenadiers, les donzelles et les halosaures sont dominants. Des espèces de poissons abyssaux comme les poissons trépied, les anguilles à bec de canard et des zoarcidés, sont observées dans une zone relativement diversifiée. Les poissons abyssaux benthiques dépendent plus de la topographie du fond que de la profondeur, souvent éparpillés à différentes profondeurs. 

#### Zone bathypélagique
La zone bathypélagique, de 1 000 m à 3 000 m de profondeur, ne reçoit plus aucune lumière solaire. Alors que la température de l'eau est stable, entre 2 et 5 °C, la quantité de matière organique disponible représente moins de 5 % de la surface, elle baisse rapidement avec la profondeur. Cette zone rassemble au moins 200 espèces. On y trouve surtout des poissons-football, des cétomimidés, des alépocéphalidés et des grand-gousiers. Des grenadiers, des anguilles égorgées, des baudroies abyssales et des thaumatichthyidés sont également dominants.

#### Zone abyssopélagique
Dans la zone abyssopélagique, de 3 000 à 6 000 m, les températures chutent à environ 1 ou 2 °C, non plus peu de changement. La pression de plus de 300 atmosphères exerce une incidence sur l'activité biologique des cellules. Les poissons nageant en eau profonde ont presque disparu, on y trouve surtout des donzelles et des grenadiers.

#### Zone hadopélagique
La zone hadopélagique, plus de 6 000 m, limitée aux fosses océaniques, représente moins de 2 % de la superficie totale des fonds marins. Avec une pression de plus de 600 atmosphères, on y trouve seulement quelques poissons benthiques tels que les donzelles et des grenadiers. Quelques Pseudoliparis ont été observés à plus de 8 000 m de profondeur.

## Environnement
Parce que la zone photique s'étend généralement à quelques centaines de mètres sous l'eau, environ 90 % du volume des océans est invisible pour l'homme. La haute mer est également un environnement extrêmement hostile, avec des pressions entre 20 et 1 000 atmosphères (entre 2 et 100 mégapascals), des températures comprises entre 3 et 10 degrés Celsius et une raréfaction de l'oxygène.

## Physiologie

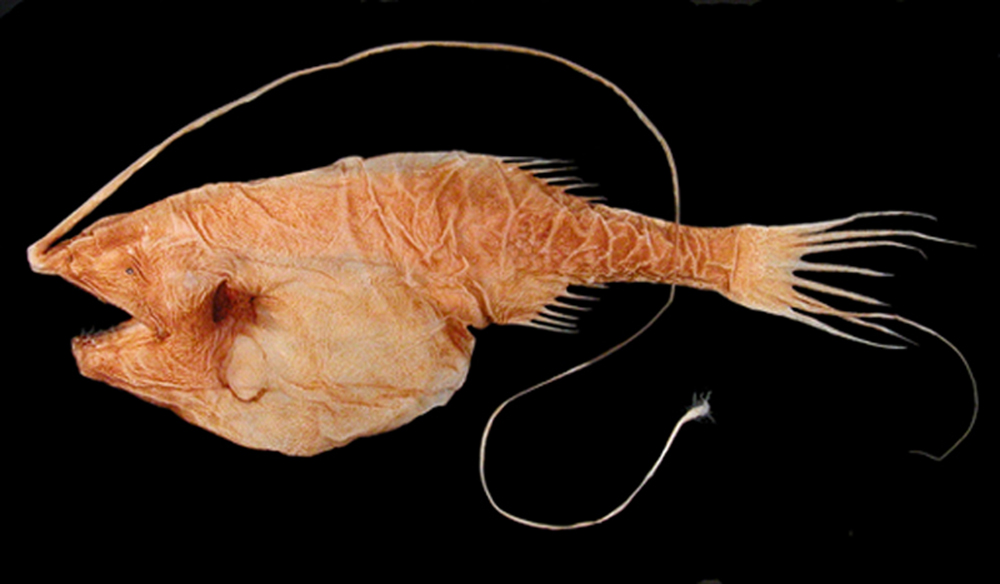
Les poissons-fouet utilisent un appât lumineux pour attirer leurs proies.

La quasi-absence totale de lumière solaire, les fortes pressions, les basses températures, la raréfaction de l'oxygène et la faible densité de matière organique, sont autant de caractéristiques environnementales contraignantes pour la vie. Les poissons abyssaux ont donc développé de nombreuses adaptations.

### Muscles et squelette
Le poids du squelette et des protéines contenues dans le corps du poisson est habituellement plus importante dans l'eau salée.
En raison de la rareté des ressources alimentaires, les poissons abyssaux sont contraints de parcourir de grandes distances pour trouver de quoi se nourrir, mais ils doivent le faire de façon à économiser le plus d'énergie.  
Ainsi, la densité de leurs tissus musculaires et osseux est particulièrement réduite, mais leur corps contient une grande quantité d'eaux et de matières grasses afin de leur procurer une meilleure flottabilité. Leurs épines et les écailles sont légères et fines, car elles constituent un poids supplémentaire. Les poissons abyssaux ont une chair plus gélatineuse, cela les rend donc plus lents et moins agiles que les autres poissons.

### Vessie natatoire

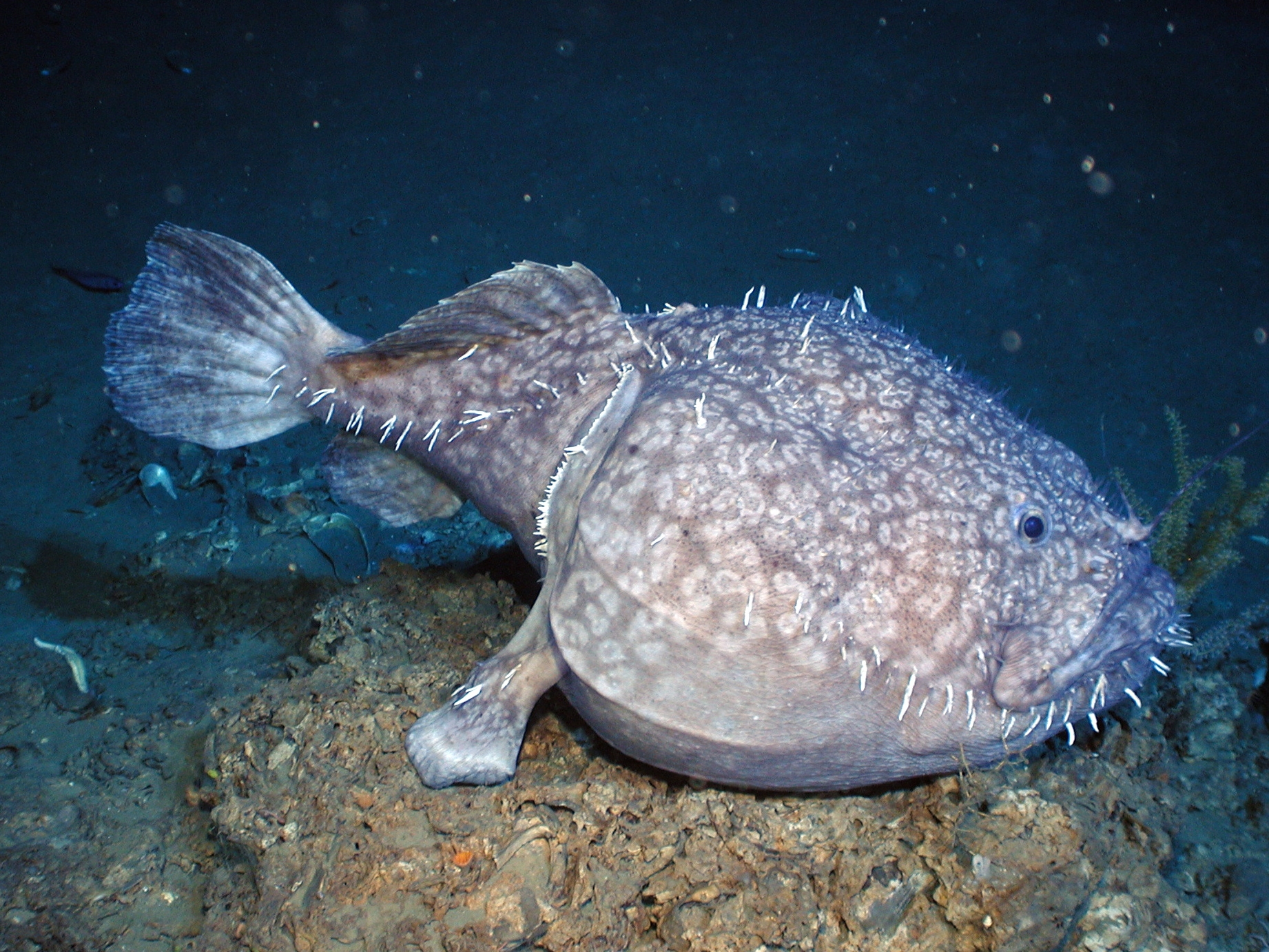
Les poissons abyssaux benthiques, comme Sladenia shaefersi, ont une vessie natatoire atrophiée.

La plupart des poissons osseux se servent de leur vessie natatoire pour flotter, mais celle des poissons abyssaux est soumise à la forte pression du milieu. 
Pour résister à la pression et les changements rapides de pression, des cristaux de guanine recouvrent les parois de la vessie des poissons abyssaux pélagiques, la rendant robuste, tandis que le gaz est remplacé par de la graisse ou de la cire. Certaines espèces, comme les poissons-lanternes, fréquentent les eaux profondes et peu profondes pour y trouver leur nourriture lors de la migration verticale, ainsi, chaque jour, ils supportent de nombreux changements de pression.
La vessie des poissons abyssaux est relativement développée, le réseau impair (fin réseau de vaisseaux sanguins qui contribue à l'échange de gaz) est très long par rapport aux autres poissons.
Plus la profondeur augmente, plus la pression empêche l'échange des gaz (en particulier la sécrétion) et donc diminue la flottabilité. Les poissons abyssaux benthiques ont en général une vessie atrophiée, elle reste constamment identique. D'autre part, ils restent toujours à proximité du fond marin, ils ne subissent donc pas de changement de pression soudaine, même avec une vessie bien développée.

### Gastro-entérologie

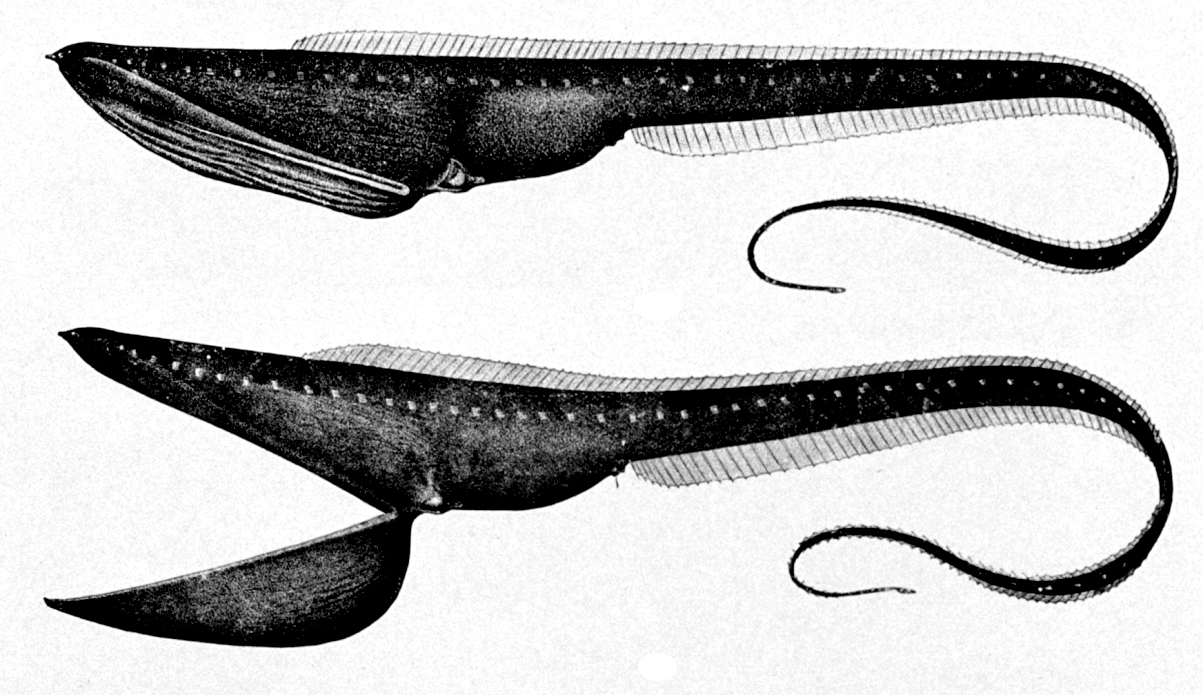
Le grandgousier-pélican a en réalité une toute petite tête.

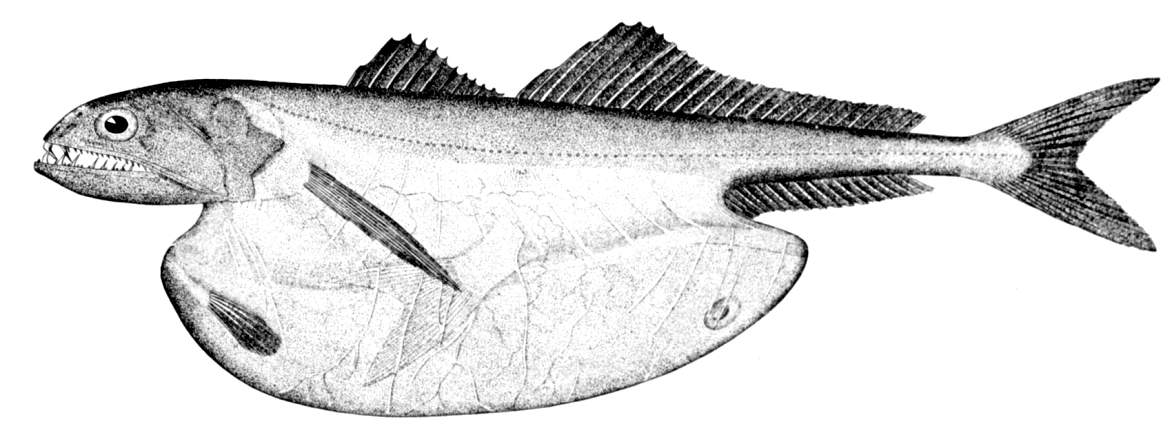
Le grand avaleur peut avaler une proie plus grosse que lui.

Les poissons abyssaux piscivores ont souvent une bouche démesurée et de grandes dents proportionnellement à la taille du corps. En effet, la rareté des proies dans les abysses oblige les prédateurs à avoir un régime alimentaire étendu. Ils doivent pouvoir attraper tout ce qu'ils trouvent, même si la proie est grande et rapide, sans avoir à dépenser trop d'énergie en la poursuivant.
Par exemple, le grandgousier-pélican à première vue, ce poisson parait posséder une énorme tête, mais en réalité le crâne est minuscule. La grande bouche est portée par l'os de la mâchoire considérablement avancé, empêchant le poisson d'ouvrir activement la bouche. S'il ne la ferme pas volontairement, celle-ci s'ouvre sous son propre poids avec la résistance de l'eau. Ses fins maxillaires l'empêchent de saisir et maintenir ses proies. La mâchoire ne possède pas de dents, puisque la déglutition se fait directement dans la gueule, ainsi il peut avaler de grosses proies et les digérer petit à petit. Le poisson-ogre possède les plus grandes dents du règne animal proportionnellement à sa taille, ses dents pointues lui permettent d'attraper des poissons aussi gros que lui, comme le brosme. Les poissons-vipères possèdent également de grandes dents. Très encombrantes, ils ne peuvent fermer leur grande gueule, ainsi, une proie trop grosse peut rester coincée et le condamner à mourir de faim. Ils ont développé des adaptations anatomiques pour ne pas rater leurs rares proies : ils amènent leur tête en arrière permettant de projeter leur mâchoire ouverte en avant, qu'ils referment rapidement sur sa proie par contraction musculaire. 
Certains, comme les poissons-football, ont leurs dents tournées vers l'intérieur de la gueule, afin d'empêcher la proie de s'échapper.
Des poissons, comme les baudroies abyssales et les avaleurs, sont capables d'agrandir considérablement leur œsophage et leur estomac. Le grand avaleur peut également digérer sa proie en plusieurs fois, en la gardant dans son abdomen. En outre, la mélanine des intestins de ces poissons abyssaux est souvent noire. Car les organismes luminescents avalés sont susceptibles d'attirer les prédateurs à travers le tube digestif.
La pauvreté en matière organique des abysses impose des périodes sans apports alimentaires, il est donc nécessaire de stocker l'énergie de manière efficace. Le foie est un organe de stockage d'énergie important chez les poissons des profondeurs. Celui des poissons-lézards des abysses est riche en lipides, comme celui des grenadiers, qui contient aussi du glycogène. Ainsi, les scientifiques estiment qu'ils peuvent vivre 180 jours sans d'autres apports alimentaires. 
La faible proportion de lipides que l'eau peut accumuler fait qu'une grande quantité de graisse contenue dans le foie peut également contribuer à la flottabilité.  Ainsi, les squaliformes des abysses, dépourvus de vessie natatoire comme tous les poissons cartilagineux, peuvent soulever 25 % de leur poids corporel lorsque leur foie est riche en lipides.

### Coloration du corps

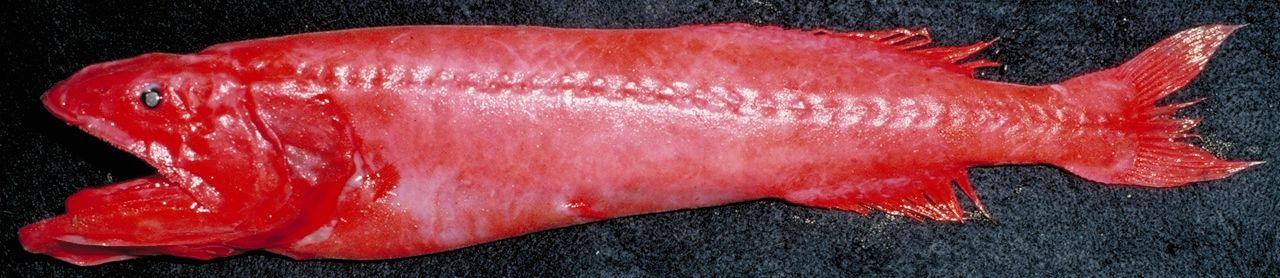
Les poissons rouge vif paraissent noir dans les abysses (Barbourisia rufa).

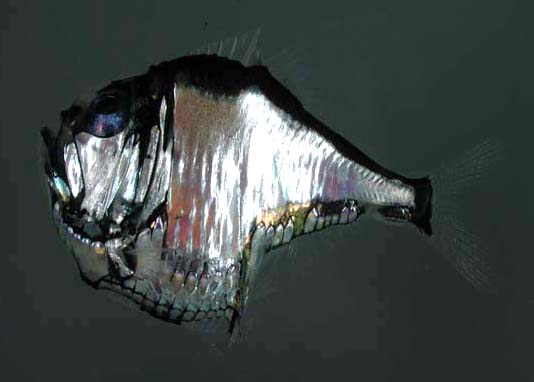
Une hache d'argent à épines (Argyropelecus aculeatus).

La pénétration de la lumière solaire (zone photique) en profondeur dépend notamment de la latitude : un poisson de teinte rouge paraîtra rouge jusqu'à 750 m à l'équateur et 200 m aux pôles.
Dans la zone épipélagique (de la surface jusqu'à 200 m en moyenne), les poissons sont transparents, notamment les alevins, ou colorés.
Dans l'entre deux eaux, la zone mésopélagique (entre 200 m) et 1 000 m en moyenne), les poissons sont visibles à cause du crépuscule abyssal constitué uniquement de la longueur d'onde bleue. Ils doivent donc dissimuler leur silhouette, au risque d'être repérés par leurs prédateurs, phénomène appelé contre-illumination. Plusieurs types de poissons ont une couleur rouge vif, la longueur d'onde rouge étant la première couleur absorbée par l'eau, les poissons paraissent ainsi entièrement noirs dans cette zone. De nombreux poissons de cette zone ont des écailles argentées afin de réfléchir la lumière solaire. Par exemple, les flancs du corps des haches d'argent, mesurant quelques millimètres d'épaisseur, sont entièrement argentés. De minuscules cristaux de guanine reflètent la lumière solaire comme un miroir, effaçant complètement leur silhouette sur leurs flancs. Pour masquer leur silhouette ventrale, ils possèdent des photophores dirigés vers le bas, dont ils peuvent régler l'intensité ; lorsqu'ils se trouvent dans la lumière de la zone crépusculaire, ils deviennent quasiment invisibles, empêchant les prédateurs de les voir par-dessous. 
À partir de 500 à 700 m, la teinte noire domine.
Dans la zone bathypélagique (entre 1 000 m et 4 000 m), la lumière solaire a entièrement disparu. Les poissons sont généralement noirs ou dépigmentés.

### Bioluminescence

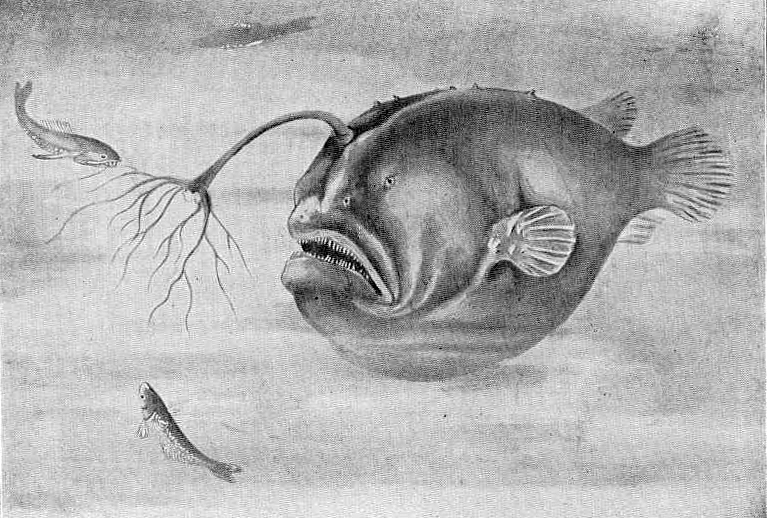
Himantolophus groenlandicus

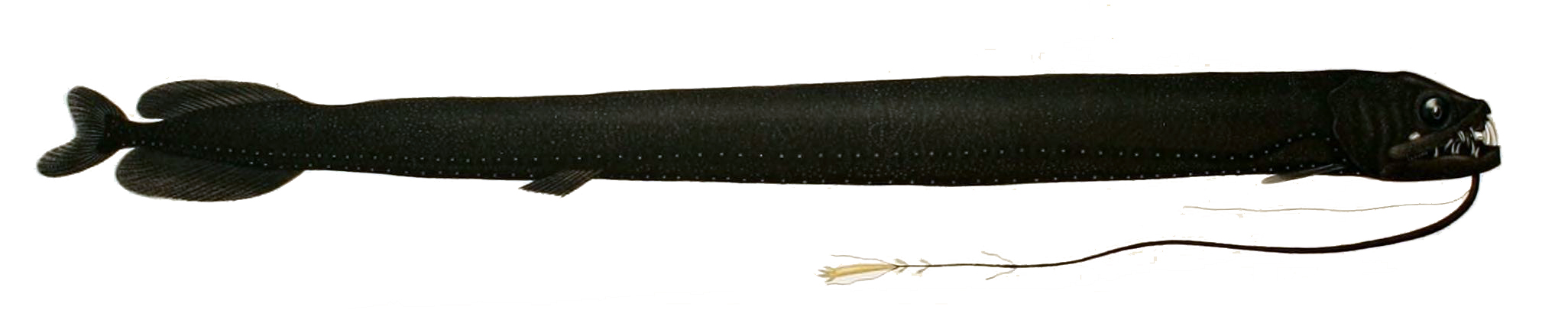
Dragon à écailles (Eustomias pacificus)

La bioluminescence résulte de la chimiluminescence (luciférine) et de la luciférase, ce phénomène lumineux est provoqué par une réaction chimique chez de nombreux organismes des grands fonds. Les poissons d'eau profonde ne font pas exception, une étude dans l'Atlantique Nord a découvert qu'à 500 m de profondeur 70 % des espèces de poissons utilisent la bioluminescence et plus de 90 % pour ce qui est du nombre d'individus.
D'autres organismes utilisent des bactéries luminescentes symbiotiques dans leur corps qui permettent de produire sa propre lumière. Les photophores peuvent se situer à des endroits multiples, tel que l'abdomen, avant l'anus, sur la nageoire caudale, autour de l'œil, au bout d'un illicium ou d'une barbe.
À partir de 600 à 800 m de profondeur, beaucoup de poissons utilisent des leurres bioluminescents, notamment pour attirer leurs proies. Les ceratoïdes ont développé plusieurs types d’appâts pour compenser leur nage médiocre. Certains possèdent leur organe lumineux à l'extrémité d'un pédoncule frontal appelé illicium. Cet appât peut être balancé régulièrement et doté d'une série d'appendices mis en mouvement par les battements du pédoncule comme chez Himantolophus. Chez d'autres, le leurre, prenant la forme d'un petit crustacé, est implanté sur leur palais. Le poisson garde sa gueule ouverte en attendant qu'une proie s'approche du leurre. Chez les dragons à écailles, l'appât est fixé sur un pédoncule qui pend sous la mâchoire inférieure.

### Bioluminescence symbiotique

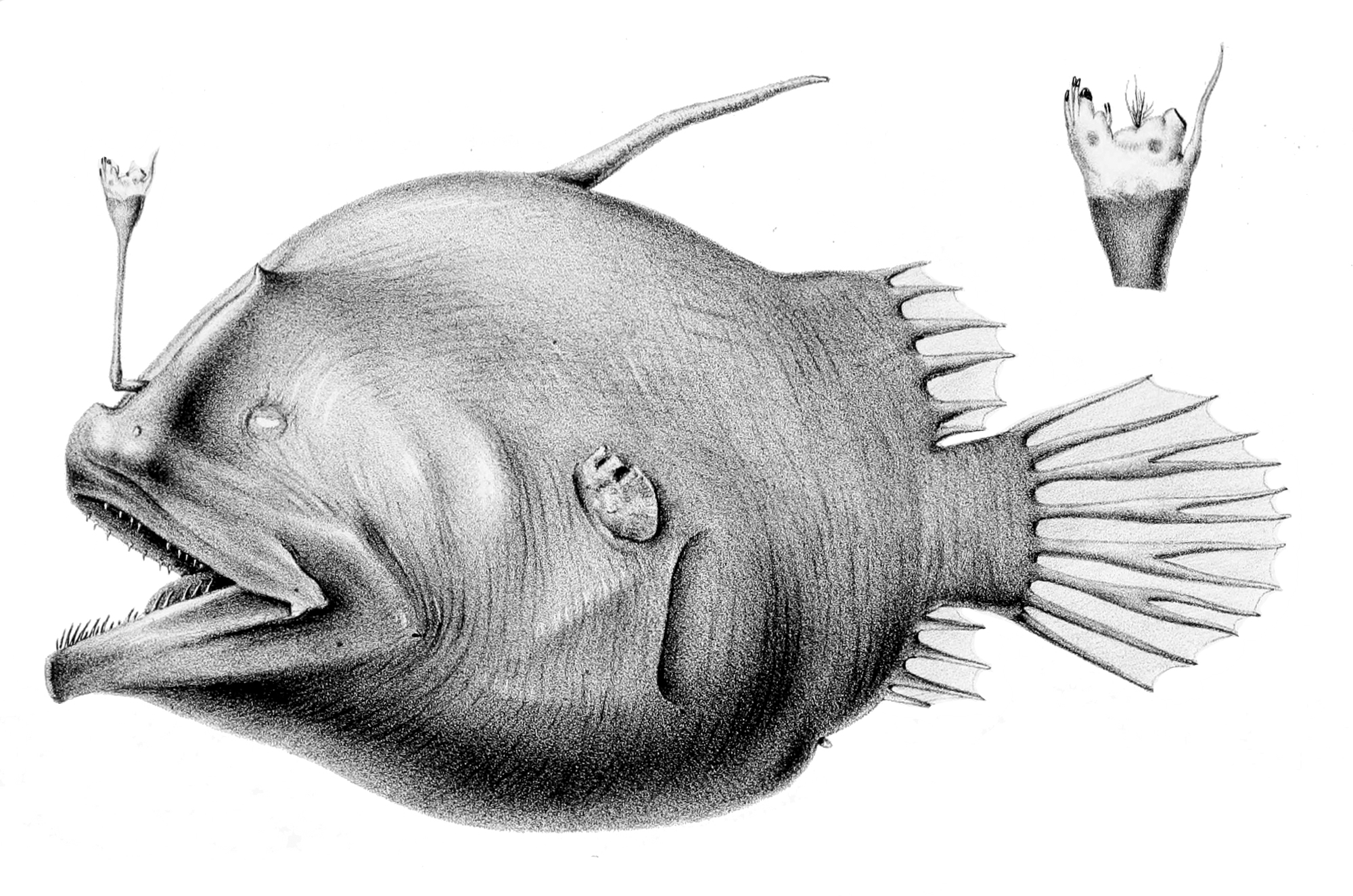
La « lanterne » d'une baudroie abyssale (Oneirodes eschrichtii).

Ce type de bioluminescence concerne un nombre relativement restreint de poissons abyssaux:
Chez les poissons abyssaux benthiques, on compte certains grenadiers et certaines morues abyssales. Leurs photophores se sont développés en continuité de l'appareil digestif, les bactéries sont issues de la flore intestinale (principalement Photobacterium phosphoreum) qui permet un approvisionnement durable. Le nombre de petits photophores est habituellement de 1 ou 2.
Chez les poissons abyssaux pélagiques, les baudroies abyssales possèdent leur organe lumineux à l'extrémité d'une sorte de canne  qui n'est pas relié au tube digestif. On ignore comment les bactéries arrivent sur la « lanterne » et la capacité du poisson à régler l'intensité de celle-ci. On sait que les bactéries du genre Vibrio sont impliquées, mais leur culture n'a pas encore été réussie.

### Sens

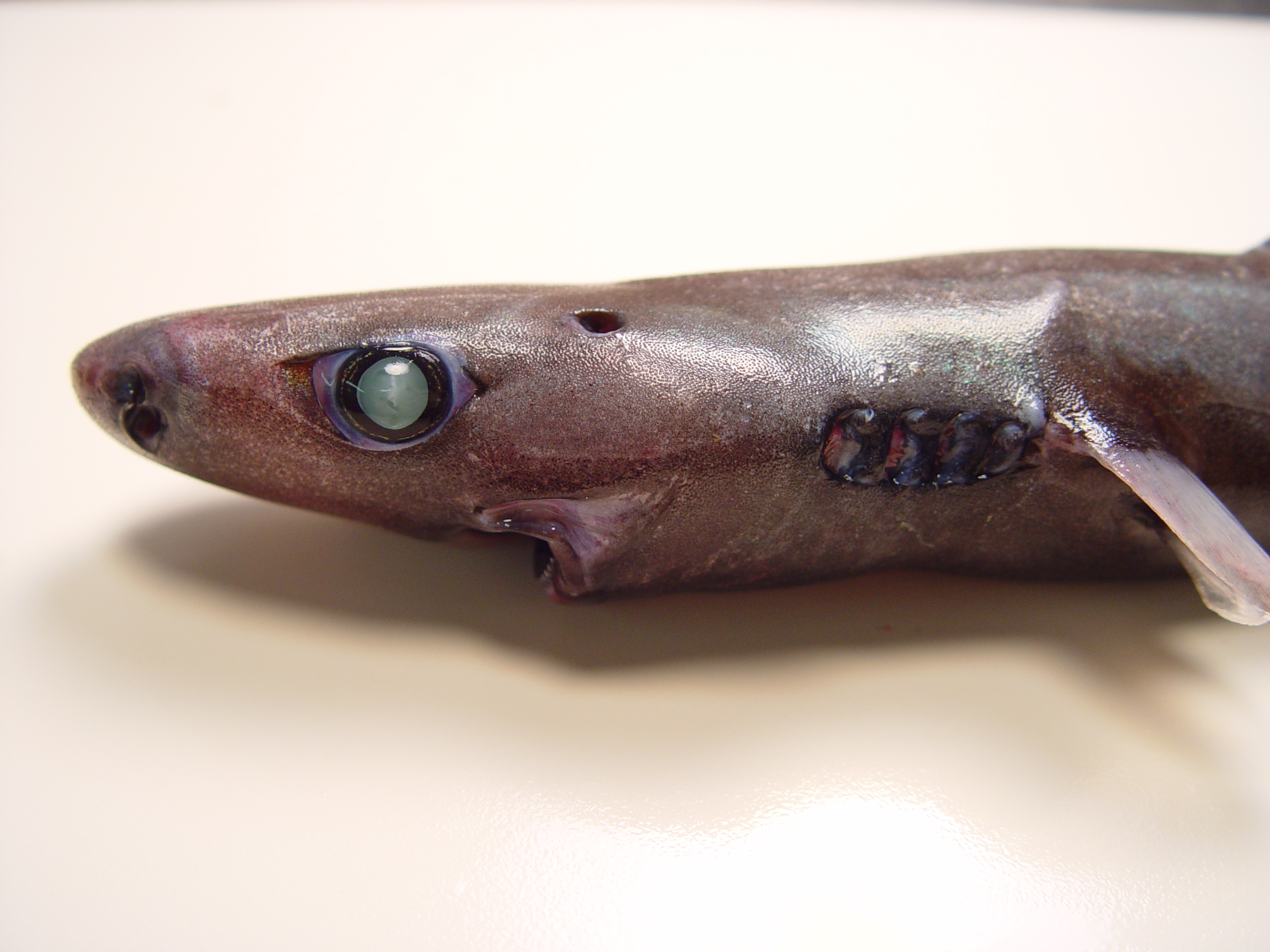
Les yeux des requins-lanternes détectent la moindre variation de la luminosité.

Comme bon nombre d'entre eux vivent dans les régions dépourvues de lumière solaire, ils ne peuvent compter uniquement sur leur vision pour localiser leurs proies et éviter leurs prédateurs, ils ont donc évolué de manière appropriée. La plupart des poissons abyssaux ne sont pas des poissons aveugles, certains n'ont pas d'yeux fonctionnels, comme Neoceratias spinifer , mais certains ont développé de très grands yeux adaptés à l'obscurité, capables de percevoir la moindre variation de la luminosité, comme les revenants.
On estime que les trois quarts des poissons abyssaux sont munis de photophores, source de bioluminescence, mais n'en ont pas la même utilisation. Les haches d'argent utilisent leurs photophores ventraux pour effacer leur silhouette, visible d'en dessous à cause du crépuscule abyssal, tandis que les baudroies abyssales utilisent un appât bio-luminescent au bout d'une tige frontale (illicium) pour attirer leurs proies. Les scientifiques pensent que la bioluminescence peut également servir pour la communication entre les poissons de la même espèce, notamment pour la reproduction.
Leur cycle de vie peut se passer exclusivement dans les abysses ou bien dans des eaux peu profondes au stade juvénile puis à la surface à l'âge adulte.
En raison de l'absence quasi totale de lumière photosynthétique dans cet environnement, la plupart des poissons s'appuient sur la matière organique tombant des niveaux supérieurs, la neige marine, ou, dans de rares cas, sur les éléments nutritifs autour des cheminées hydrothermales.

## Pêche profonde

### Historique
La pêche de poissons abyssaux remonte au XIXe siècle : le zoologiste français Joseph Risso faisait ses recherches à partir de spécimens pêchés entre 800 et 1200 mètres de profondeur par des palangriers de Villefranche-sur-Mer. La réduction des stocks de poissons dans la zone photique provoquée par la surpêche a amené certaines pêcheries industrielles à s'intéresser aux poissons des profondeurs, en passant de la pêche halieutique du plateau continental aux pentes du plateau continental, jusqu'à des profondeurs de 1 600 mètres. C'est à l'aide du chalutage de fond qu'ils parviennent à capturer cette faune.

### Espèces halieutiques

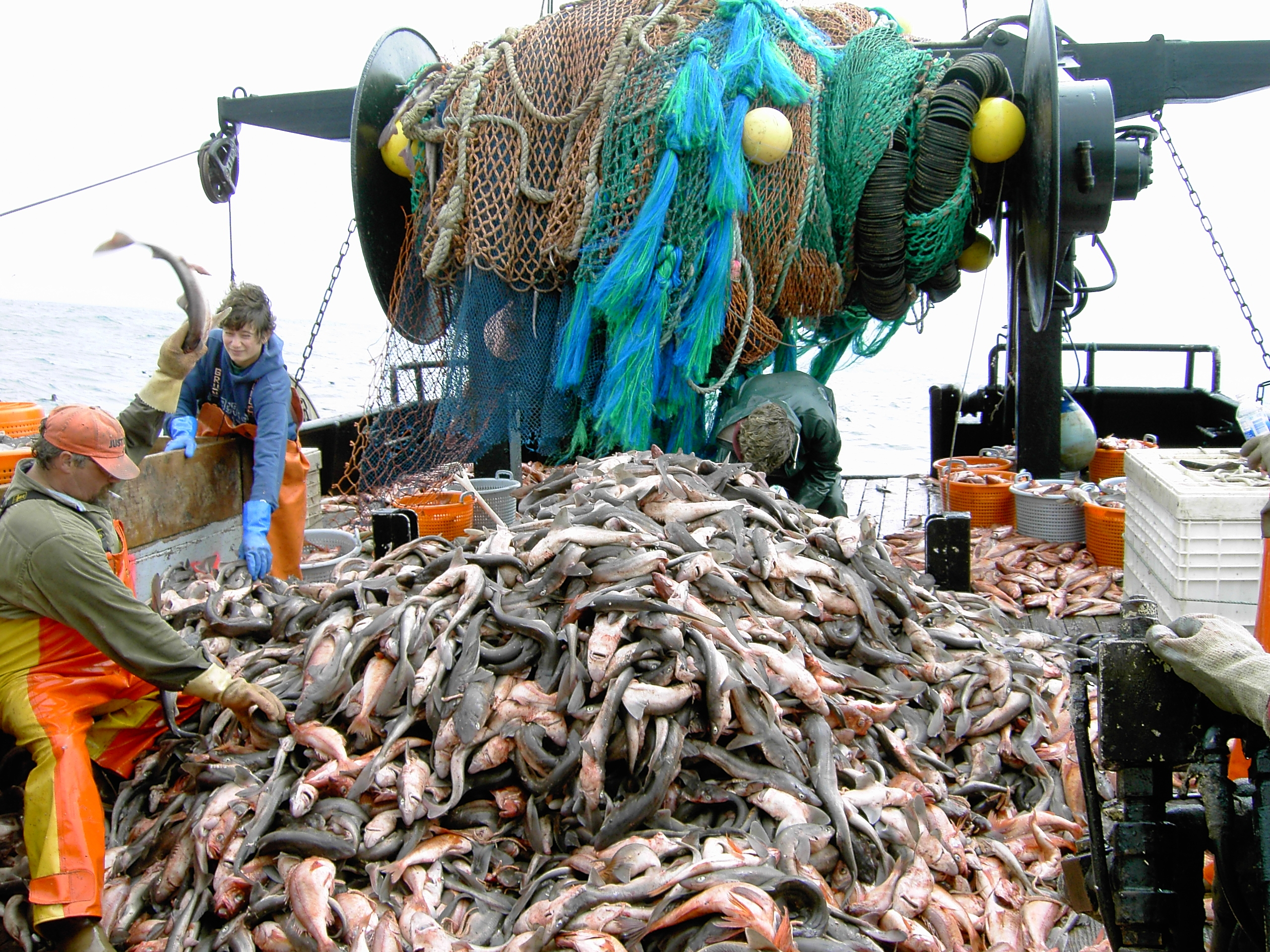
Un filet remontant des aiguillats communs.

Les poissons abyssaux constituent une ressource halieutique et de nombreuses espèces sont consommées par l'Homme. Parmi elles, les plus consommées sont le colin d'Alaska, les sabres de mer, les baudroies, les béryx et les flétans  qui vivent à plusieurs centaines de mètres de profondeur. 
Comme indiqué précédemment, de nombreux poissons abyssaux nagent grâce à de la graisse accumulée dans le corps, certains sous forme d'huile et d'autres sous forme d'une matière grasse analogue à de la cire. Le corps humain ne peut digérer cette cire, elle peut même causer des douleurs abdominales et la diarrhée à des doses élevées. L'escolier noir et le rouvet de la famille des escolars ont une forte concentration de cette « cire », ce qui leur vaut d'être interdit à la vente dans certains pays comme au Japon. Les poissons-lanternes accumulent la cire dans leur corps seulement lors de leur migration verticale diurne.

### Une nouvelle ressource halieutique

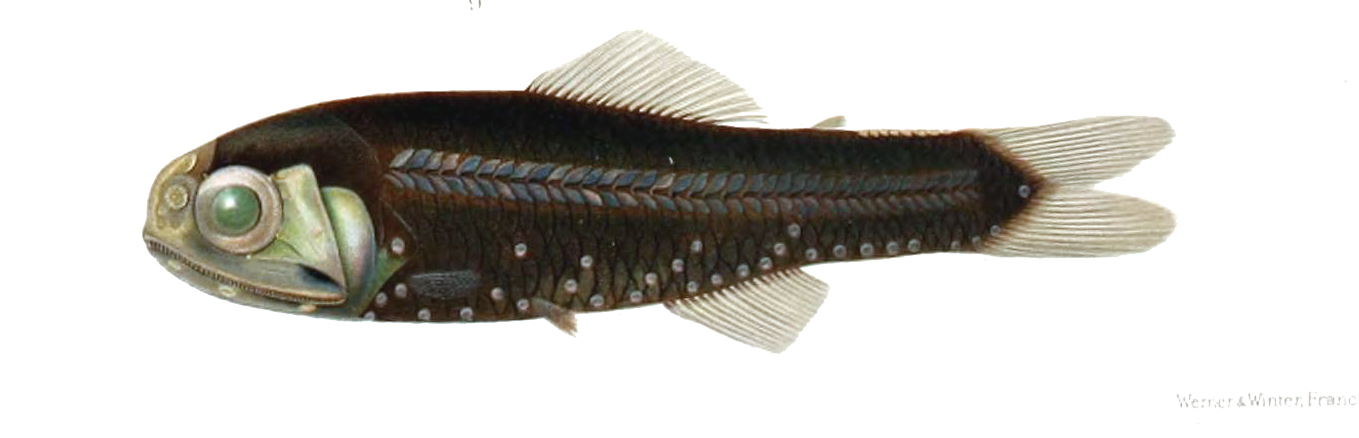
Les poissons-lanternes sont les poissons les plus abondants dans les profondeurs (ici Lobianchia dofleini).

La pêche au chalut des poissons d'eau profonde attrape un grand nombre de d'espèces de poissons. La plupart sont transformés en pâte de poisson (Surimi) (comme Nezumia kamoharai, etc) en l'absence de valeur marchande, mais les poissons traditionnels d'eau profonde entrent dans le cadre de la consommation locale dans de nombreuses régions.
Les poissons-lanternes étant, de loin, les poissons de mer les plus courants dans les profondeurs. Ils constituent une ressource pour subvenir à la demande alimentaire mondiale croissante. Les poissons-lanterne sont comestibles, mais à cause de l'excès de graisse de nombreuses espèces ne peuvent être consommées par l'homme. La biomasse totale de poissons abyssaux a été estimé à au moins 9,5 millions de tonnes.

### Une ressource en danger

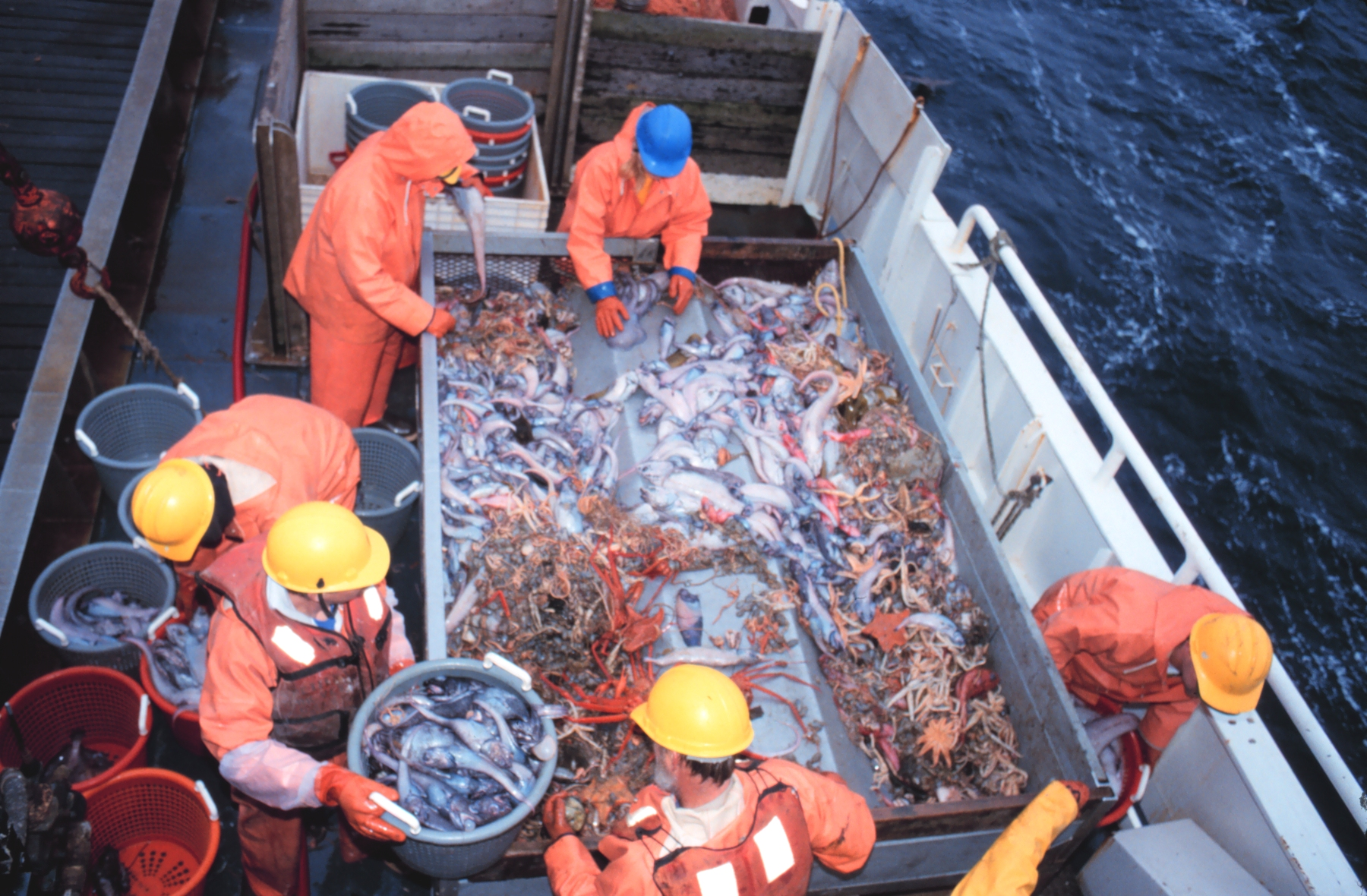
Pêche de poissons abyssaux.

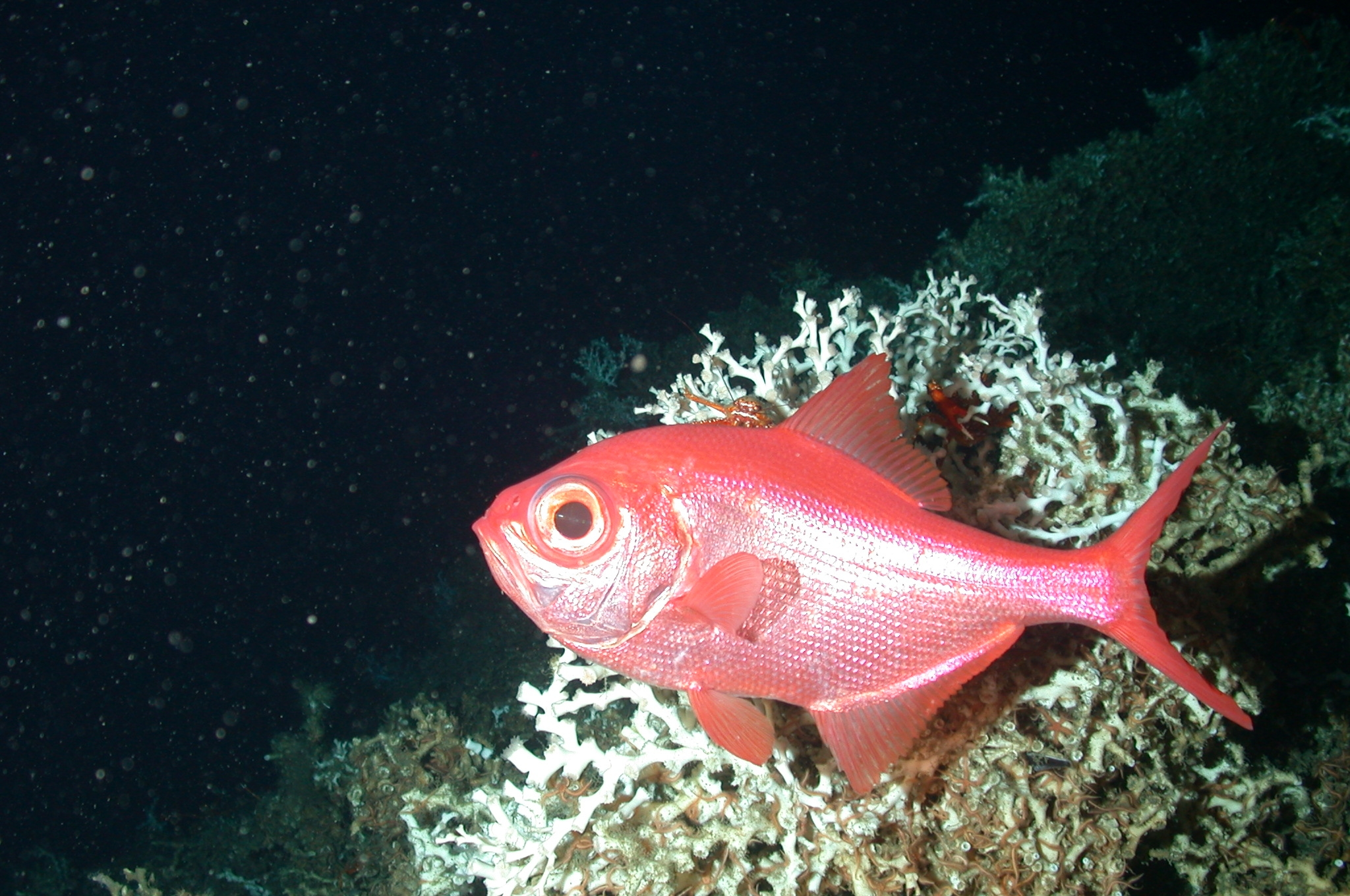
Un béryx commun dans un récif corallien d'eau froide.

Cette pêche a provoqué des dégâts considérables sur l'environnement, par des pêches non sélectives et des impacts aux récifs coralliens profonds, bien que des efforts aient été faits dans l'Atlantique Nord et dans l’océan austral. Les poissons abyssaux ne peuvent pas supporter la pêche intensive, notamment à cause de la lenteur de leur croissance et de leur rythme de reproduction, ils atteignent pour la plupart leur maturité sexuelle environ au même âge que les hommes. La diminution des possibilités pour les mâles et les femelles d'entrer en contact pour se reproduire et la surexploitation des ressources supérieure au recrutement peut, dans le pire des cas, conduire à l'extinction de la ressource. En 2006, une diminution dramatique des stocks de morues, au nord-ouest de l'Atlantique, a été signalé. L’organisation des Nations Unies pour l'alimentation et l'agriculture (FAO) a tiré la sonnette d'alarme en appelant les états à une bonne gestion pour la protection des ressources halieutiques.
La faune abyssale dépend des débris organiques provenant des couches supérieures (la neige marine), composés essentiellement de poissons et de planctons morts, et la raréfaction de la population en surface a un effet immédiat sur la vie dans les abysses. Le cas le plus probant est celui des carcasses de baleine, qui constituent de véritables oasis pour les poissons des profondeurs, mais la diminution de la population des grands cétacés provoque la raréfaction de cet apport vital.
En raison de leur environnement hostile à l'homme, il est difficile d'évaluer avec précision l'état actuel des populations. Ainsi, presque tous les poissons abyssaux sont classés par l'UICN sous le statut de conservation "DD" (données insuffisantes). Une étude réalisée en 2006 par des chercheurs canadiens a découvert que cinq espèces de poissons abyssaux - le grenadier de roche, grenadier berglax, le hoki, un poisson-tapir à épines et la raie à queue épineuse - sont au bord de l'extinction. Depuis, ces études ont été relativisées par les progrès de la connaissance scientifique selon le Conseil international pour l'exploration de la mer.

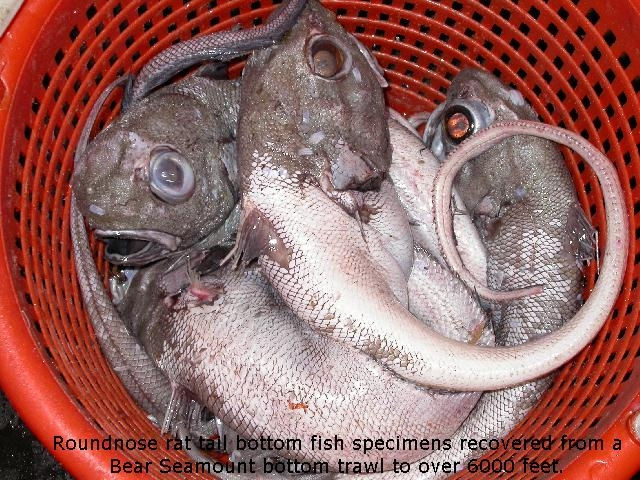
Le grenadier de roche est soupçonné de se raréfier.

En Europe, selon l'ONG Greenpeace, c'est la politique commune de la pêche (PCP) de l'Union européenne qui est en cause. Les prélèvements sur le stock sont trop importants, avec 90 % des espèces pêchées sont surexploitées et les méthodes de pêche sont jugées destructrices avec jusqu'à 80 % d'espèces pêchées accidentellement et gaspillées. Ce secteur est jugé sur-subventionné et non-rentable, les états européens ayant subventionné une flotte industrielle sur-équipée. La PCP a permis une délocalisation de la pêche vers les eaux d'Afrique de l'Ouest, de l'océan Pacifique ou Indien face à l'épuisement des stocks européens. Le pailona commun, le flétan du Groenland, le grenadier de roche, le hoki, la lingue bleue, le sabre noir, le sébaste atlantique et l'empereur sont particulièrement en danger.
Comme tous les 10 ans, la PCP est réformée, de mi 2011 à fin 2013, et souhaite en profiter pour optimiser la qualité des diagnostics et concevoir des plans de gestion et d'exploitation à long terme de ces ressources notamment à travers le programme DEEPFISHMAN qui regroupe 13 instituts scientifiques européens.
Le célèbre blobfish fait partie des espèces menacées de disparition, certains médias ont repris ce symbole pour dénoncer le danger du chalutage de fond.

### Contamination toxique
Les poissons abyssaux sont fortement contaminés par des polluants de types organochlorés tels que les polychlorobiphényles (PCB) et le dichloro DDT. Les impacts de ces polluants ne sont pas connus, mais il apparaît que la contamination induirait une hausse des mécanismes de défenses antioxydantes, comme la superoxyde dismutase et la catalase,. Des études réalisées sur des tranches de précision de foie indiquent que la forte pression hydrostatique prévalant en profondeur favoriserait l'accumulation de ces polluants en réduisant l'expression des systèmes enzymatiques, tels que les cytochromes P450, assurant l'élimination de ces composés.

## Poissons des abysses
Note : Liste non exhaustive. Les noms vernaculaires sont issus du site SITI.

### Poissons cartilagineux
- Chimaeriformes — Chimères
  - Callorhinchidae
  - Rhinochimaeridae
  - Chimaeridae — Vraies chimères
- Lamniformes

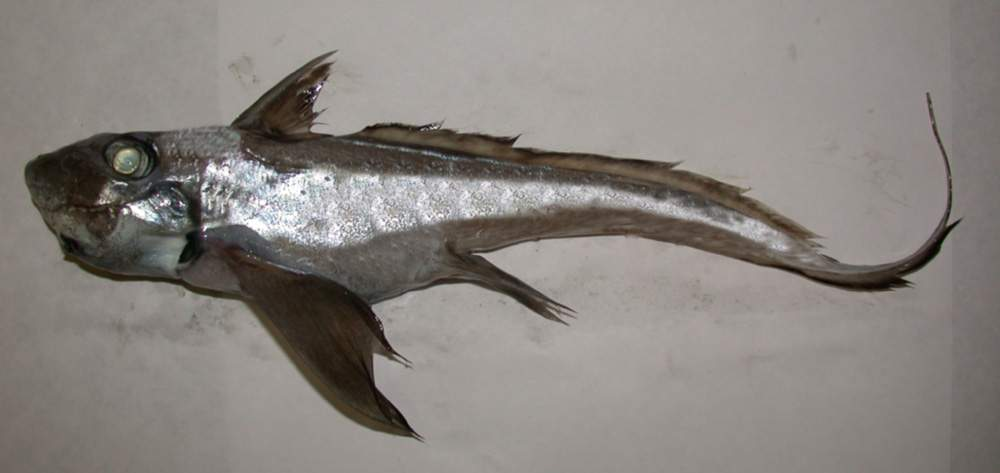
Chimaera monstrosa

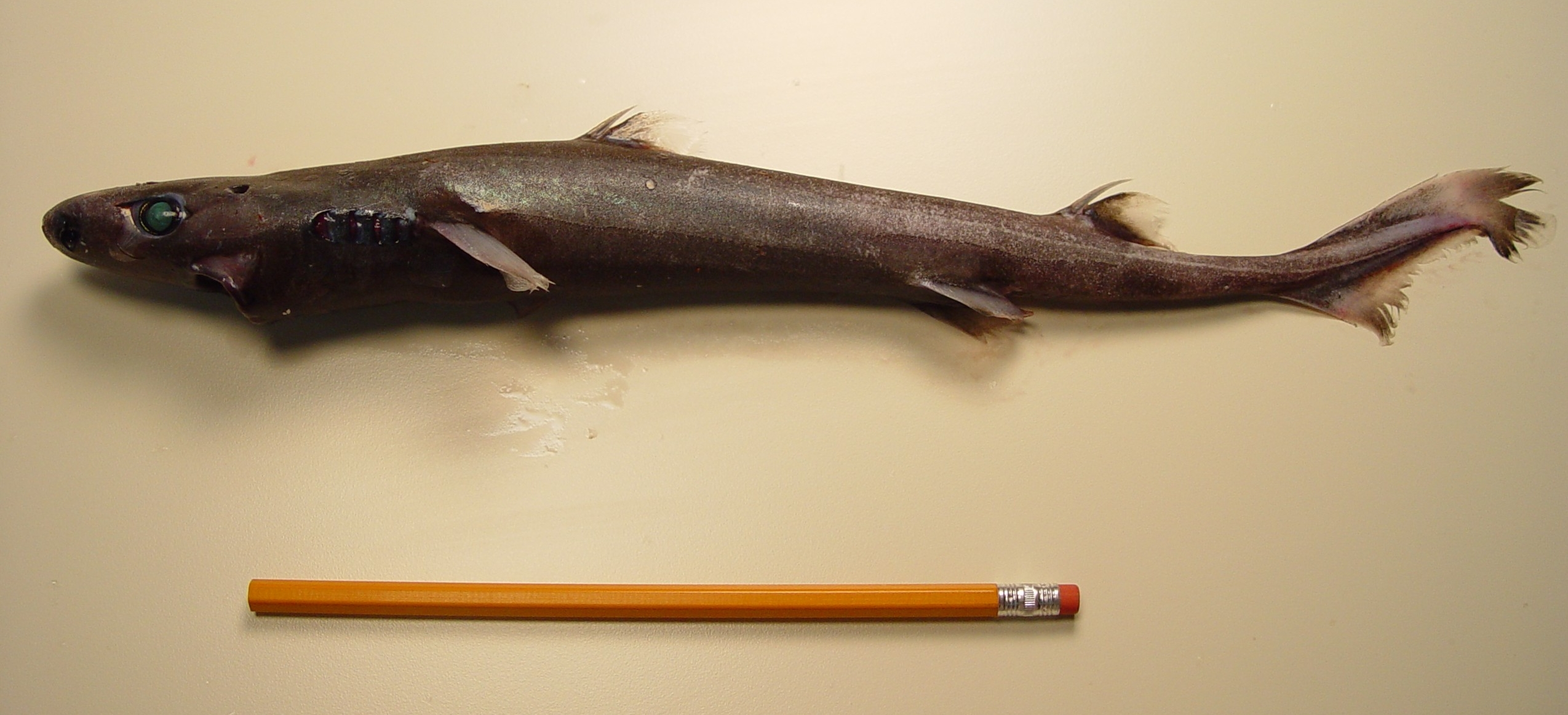
Etmopterus pusillus

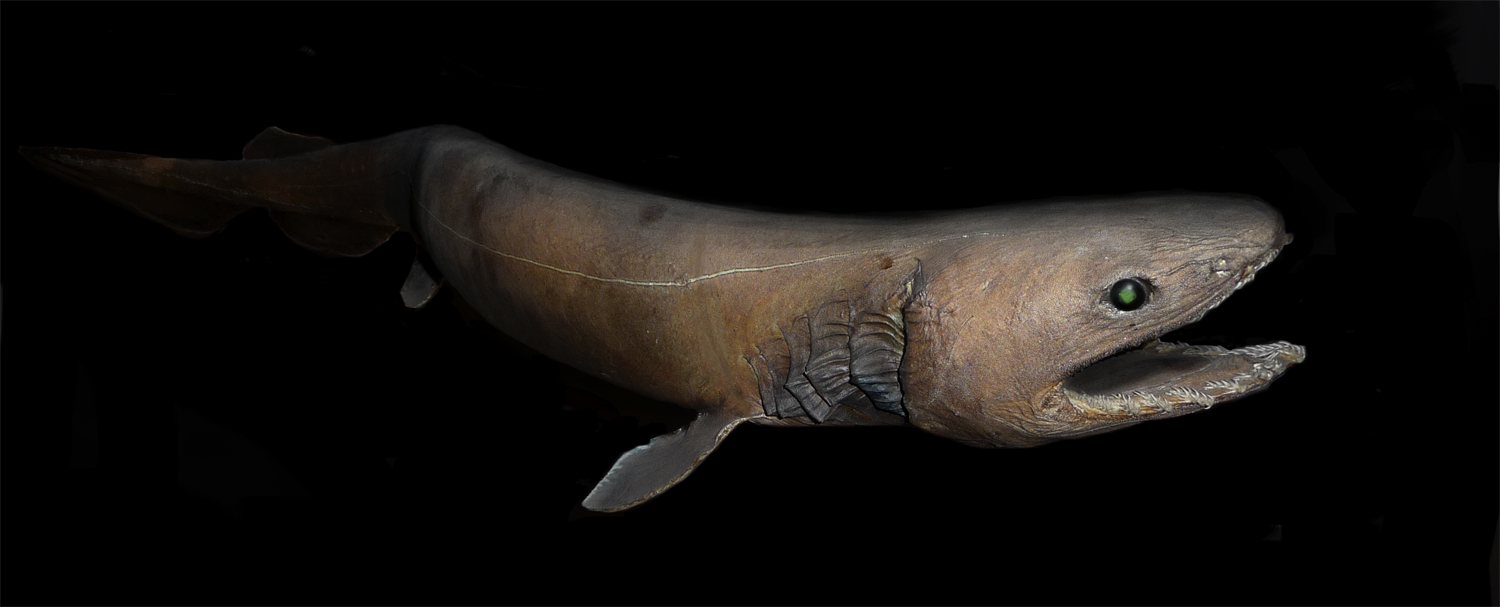
Chlamydoselachus anguineus

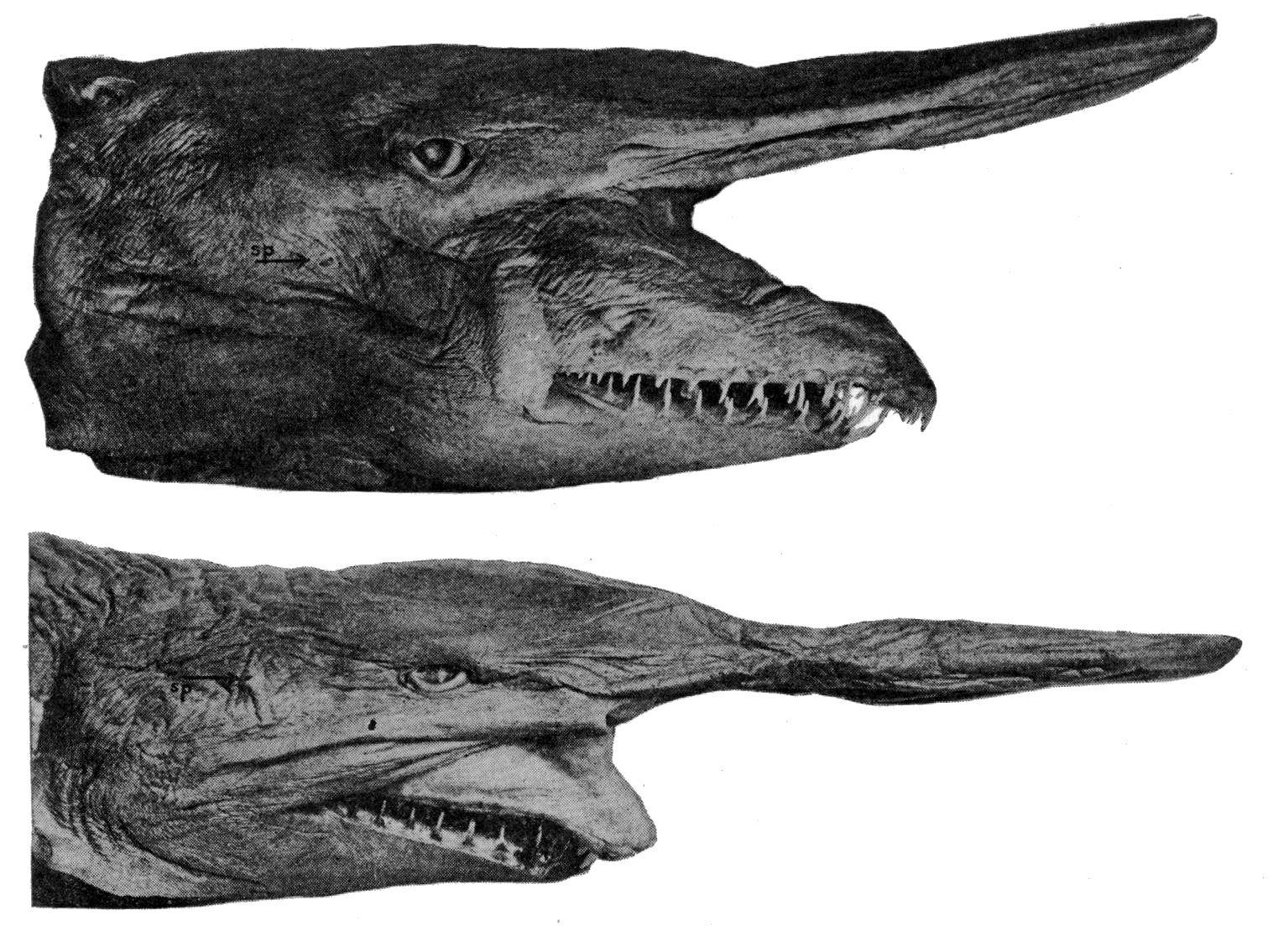
Mitsukurina owstoni

  - Mitsukurina owstoni — Requin lutin
- Carcharhiniformes
  - Scyliorhinidae
- Hexanchiformes
  - Chlamydoselachidae — Requins-lézards
  - Hexanchidae
- Squaliformes
  - Etmopteridae  — Requins-lanternes
    - Etmopterus — Sagres

  - Dalatiidae — Laimargues
  - Somniosidae — Requins dormeurs
  - Squalidae — Chiens de mer
  - Echinorhinidae — Squales bouclés
  - Centrophoridae
  - Oxynotidae
- Carcharhiniformes
  - Pseudotriakis microdon — Requin à longue dorsale
- Myliobatiformes (non reconnu par FishBase)
  - Hexatrygonidae
  - Plesiobatidae
- Rajiformes — Raies
  - Bathyraja — Raies abyssales

### Poissons osseux

#### Poissons à nageoires rayonnées
- Albuliformes
  - Halosauridae — Halosaures

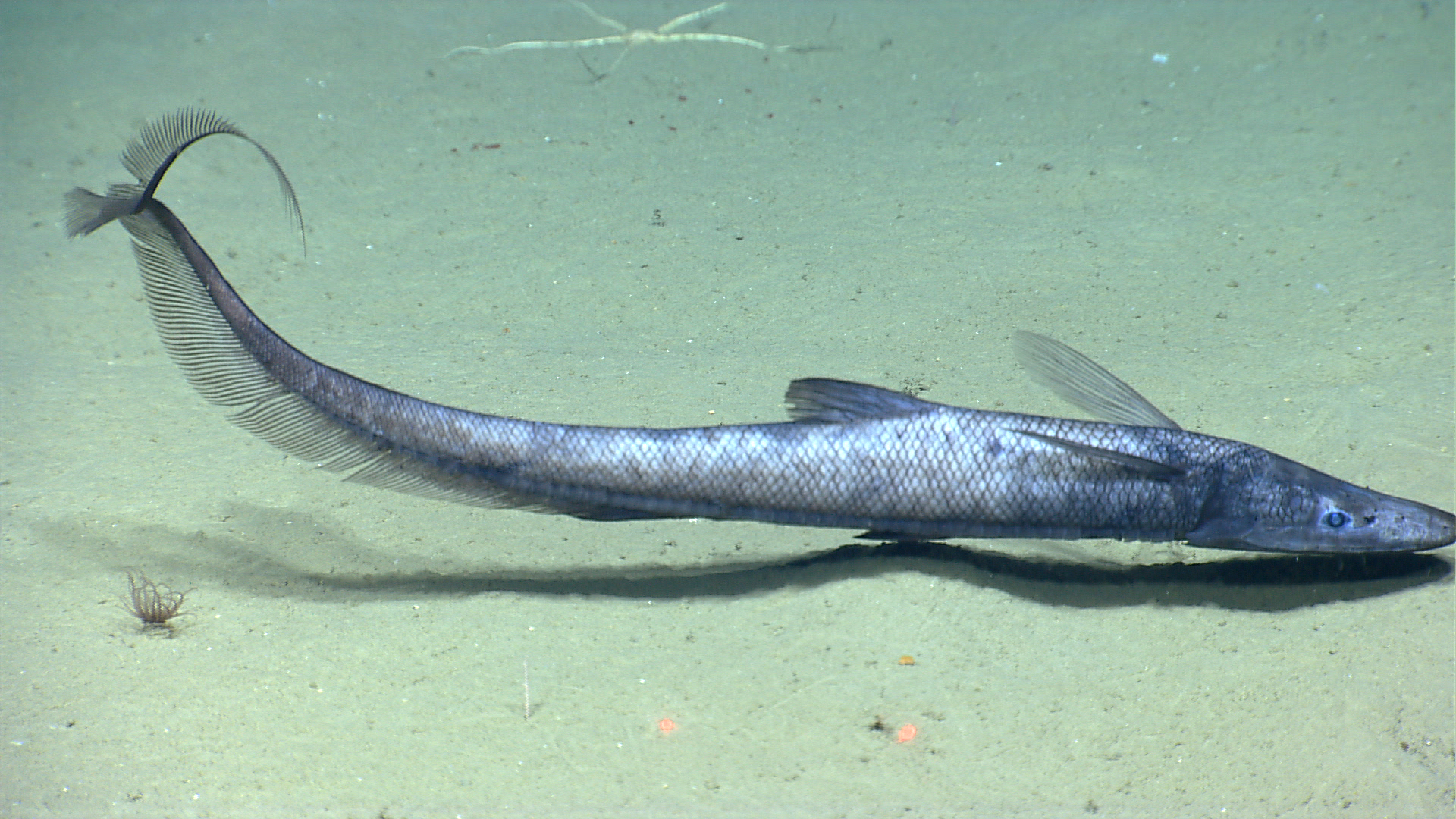
Halosaure

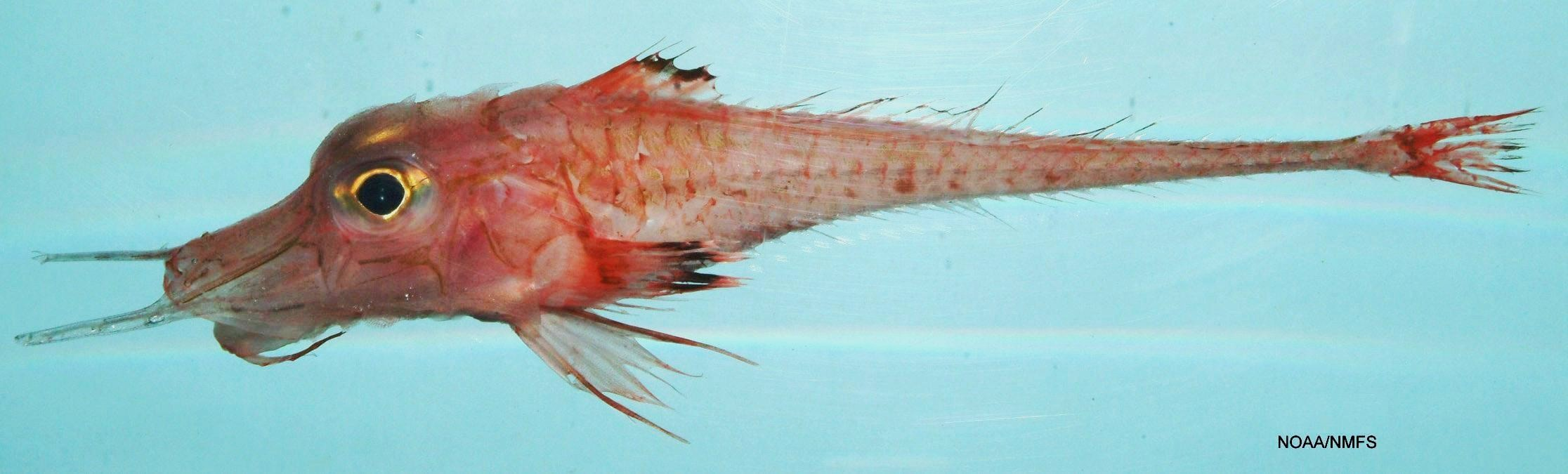
Peristedion miniatum

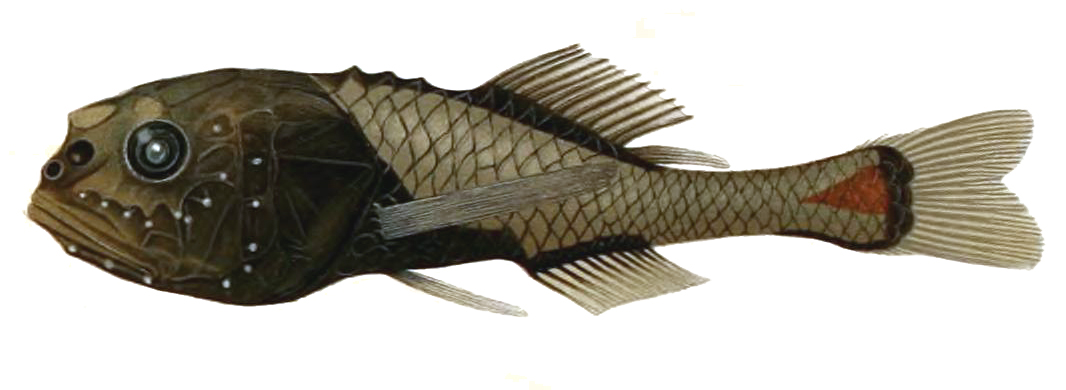
Poromitra crassiceps

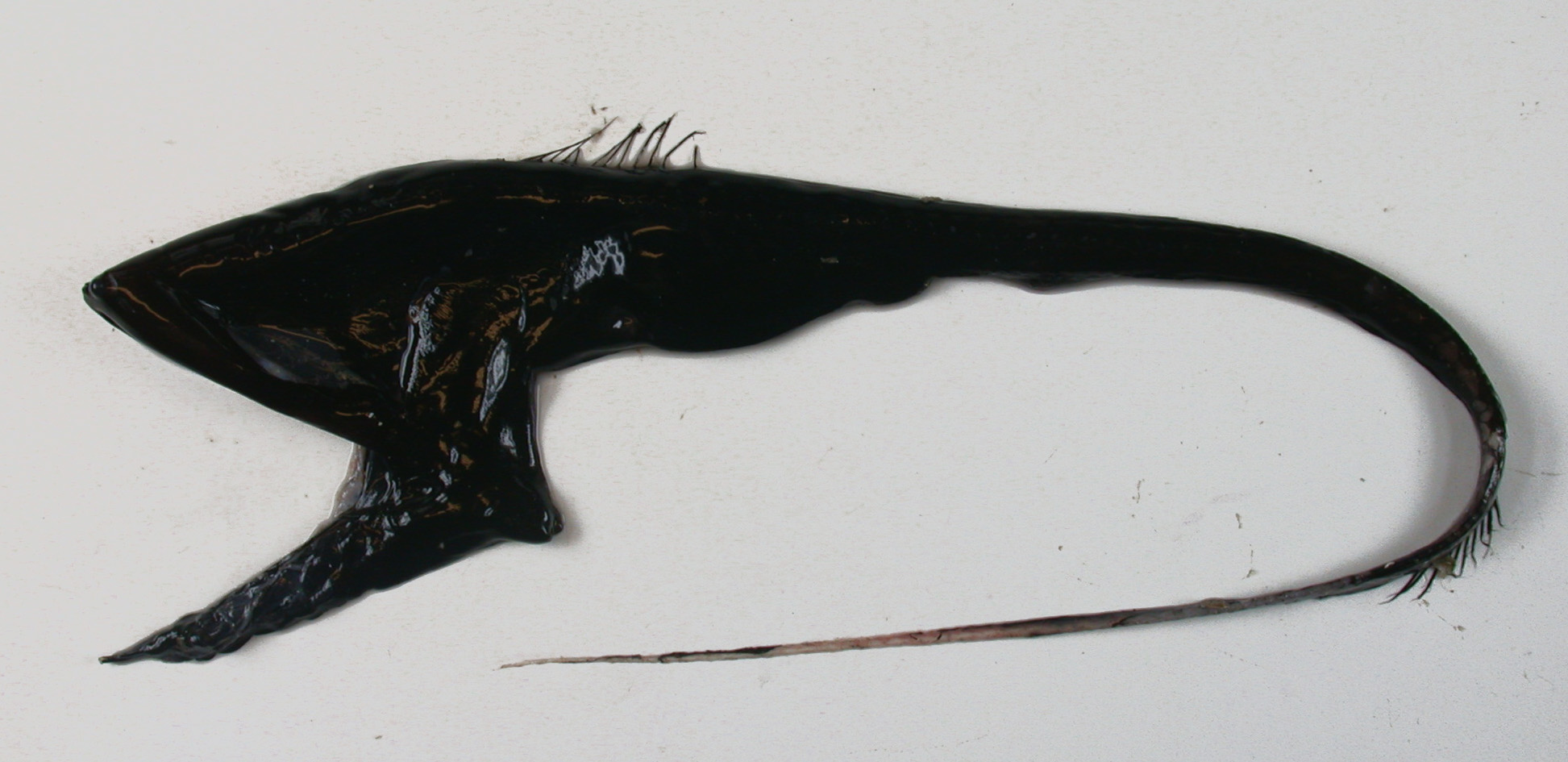
Eurypharynx pelecanoides

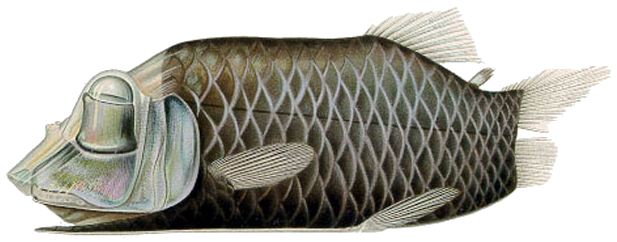
Opisthoproctus soleatus

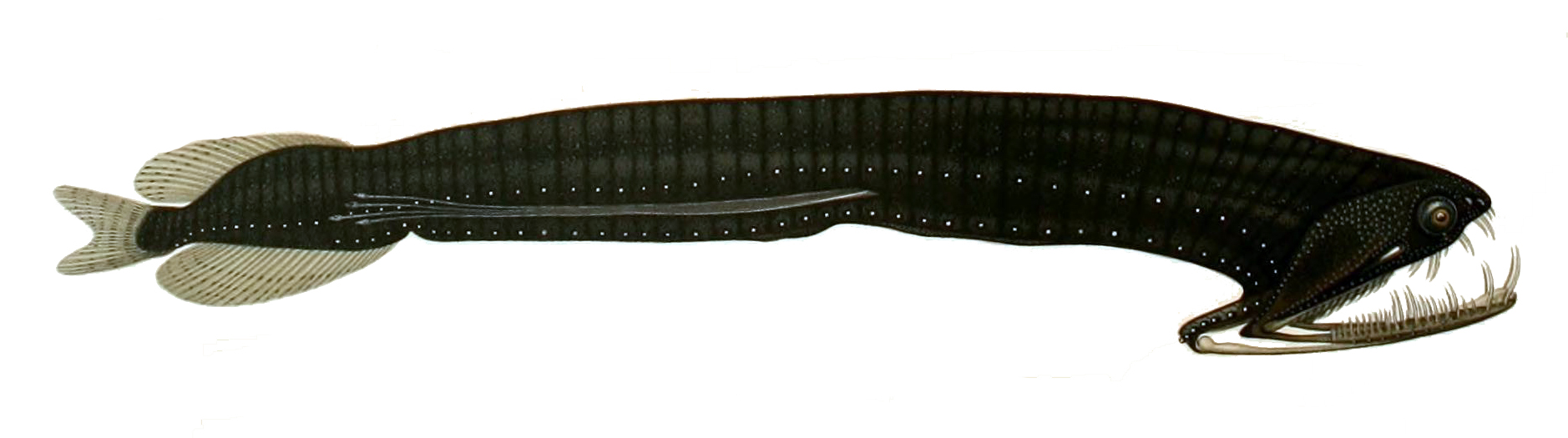
Photostomias guernei

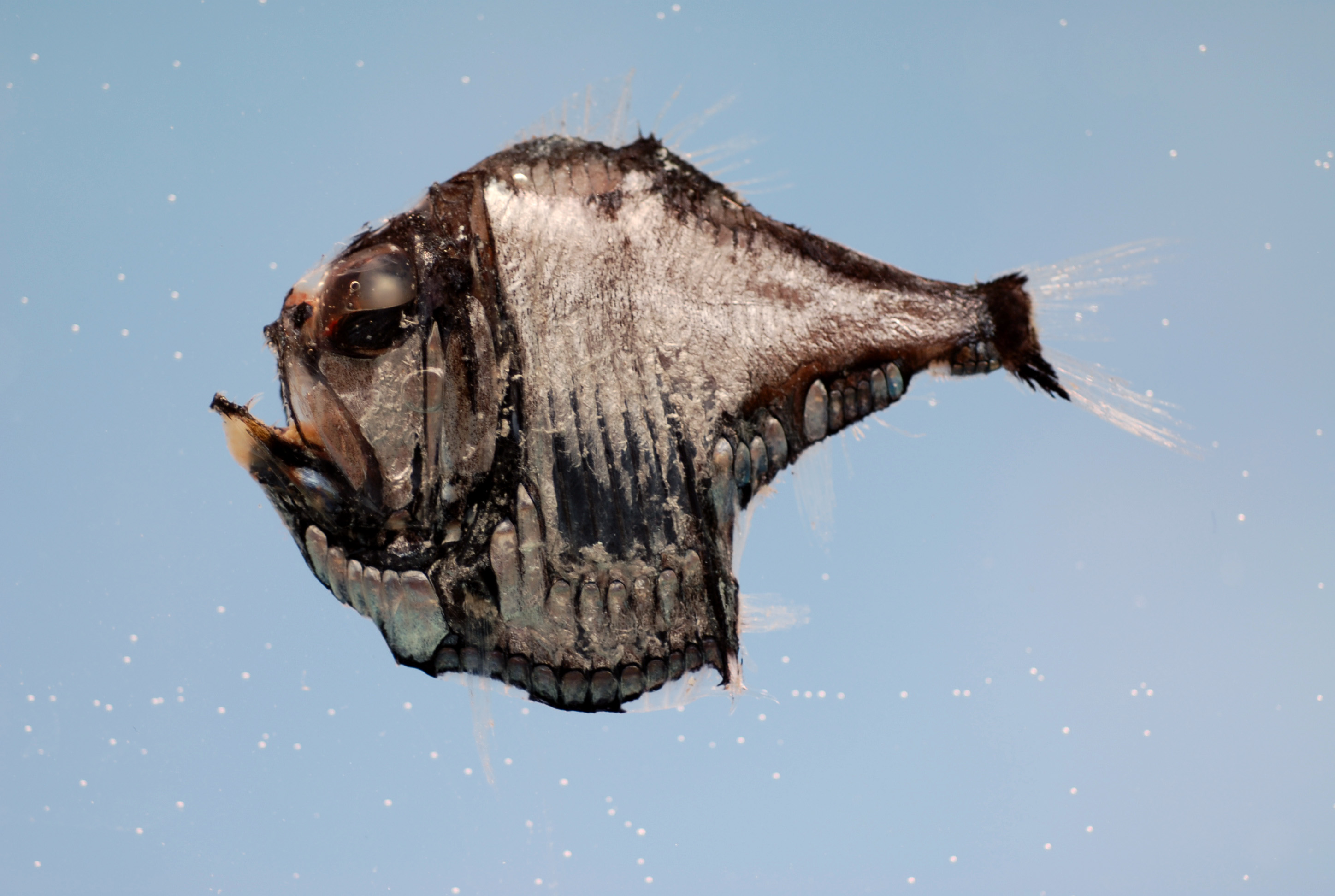
Argyropelecus aculeatus

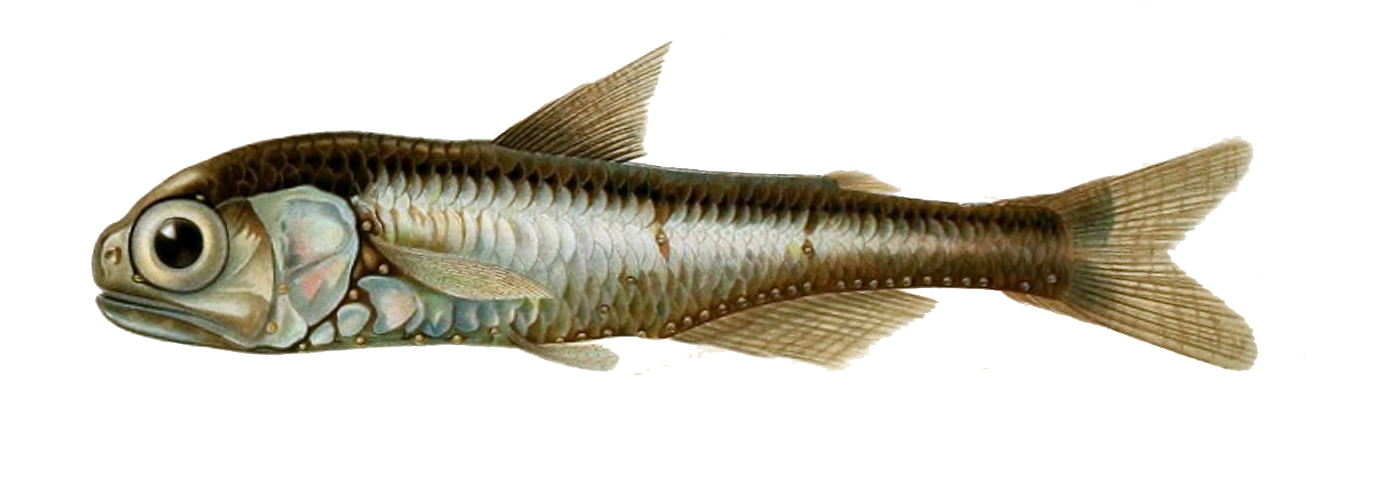
Myctophum punctatum

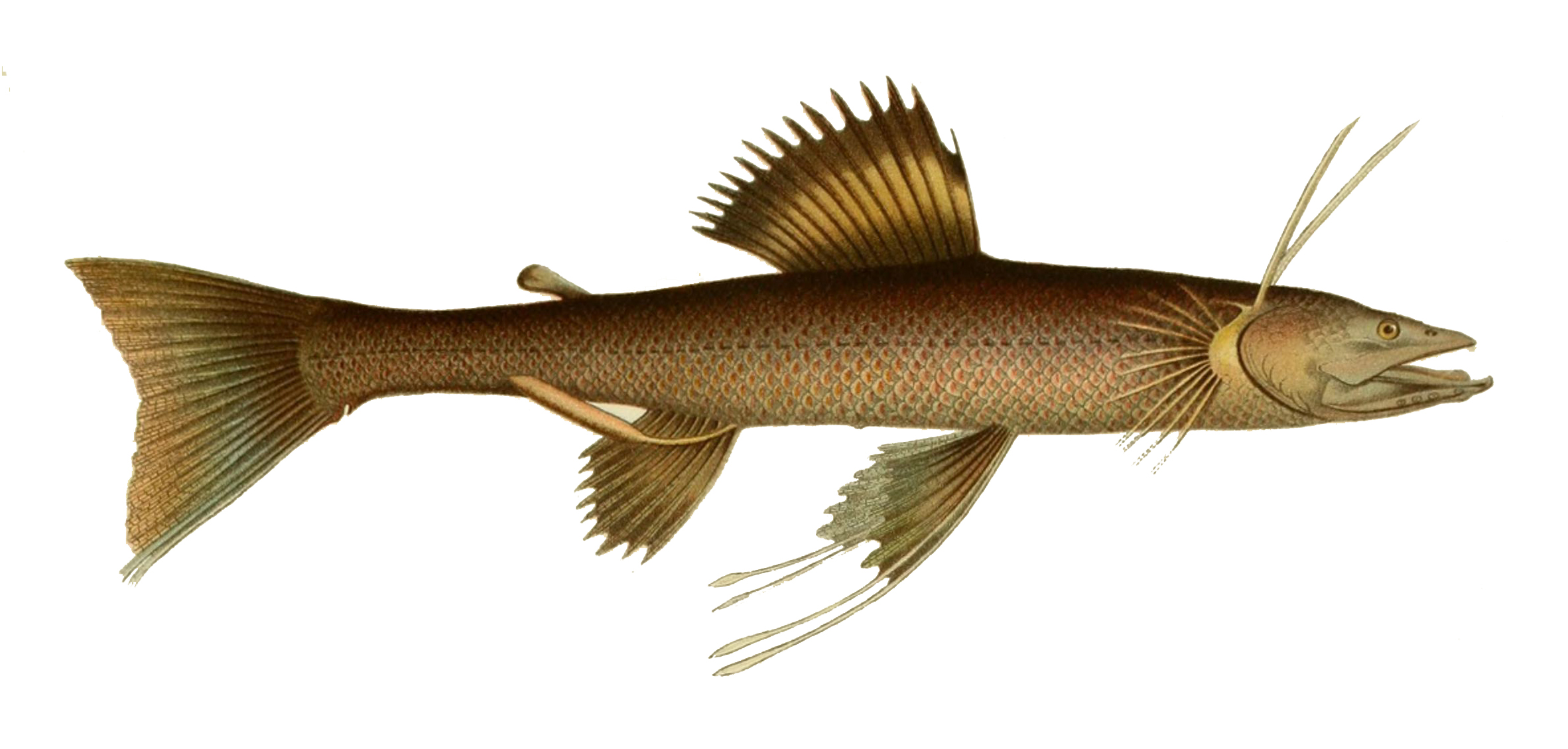
Bathypterois dubius

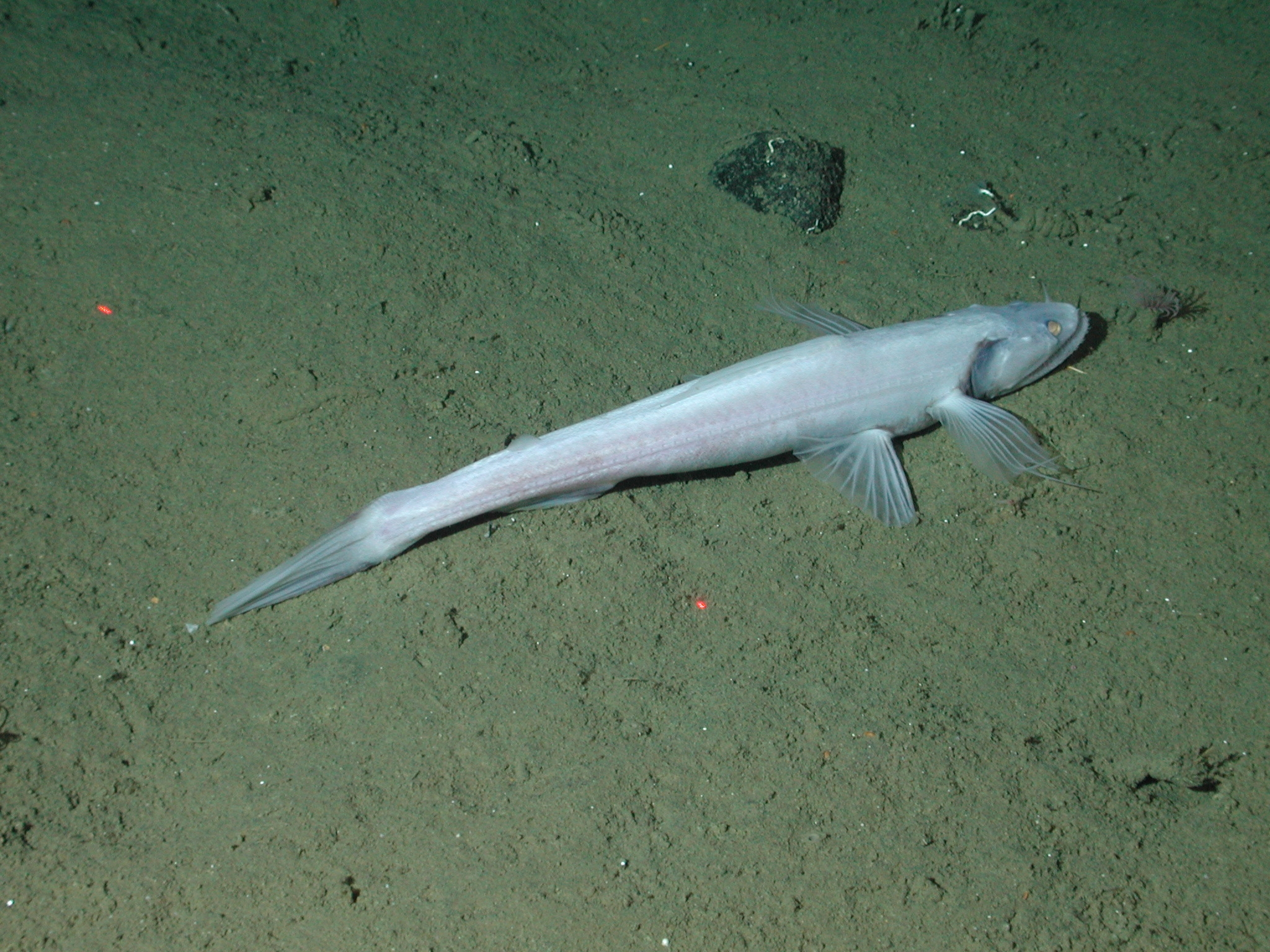
Bathysaurus mollis

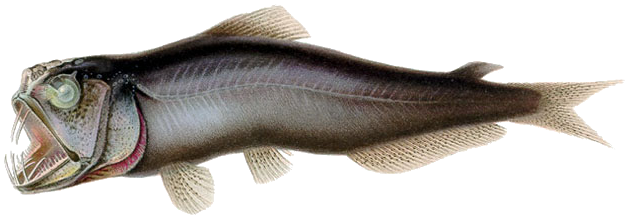
Coccorella atrata

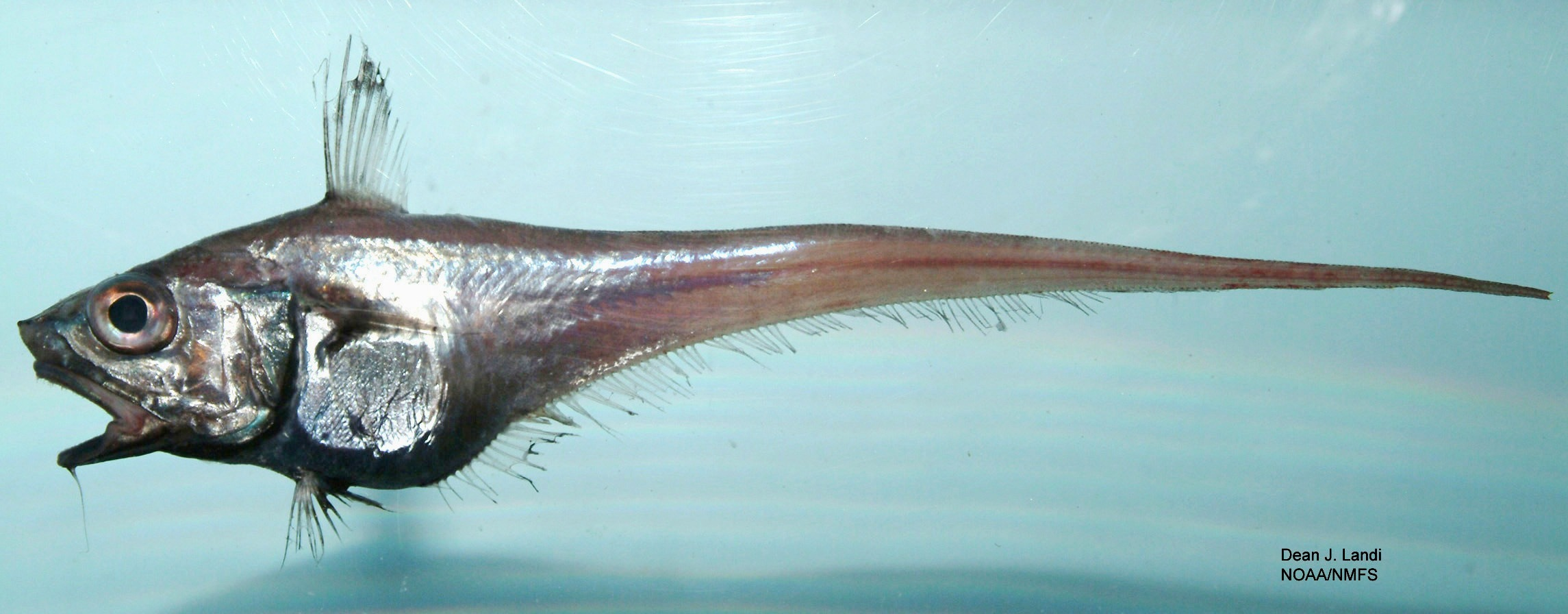
Malacocephalus occidentalis

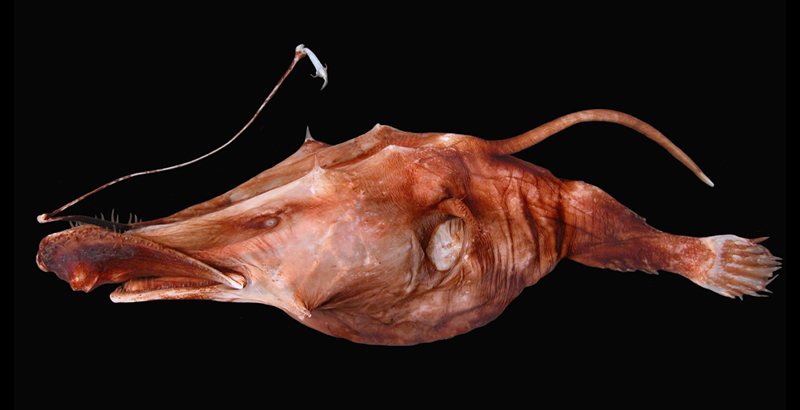
Lasiognathus amphirhamphus

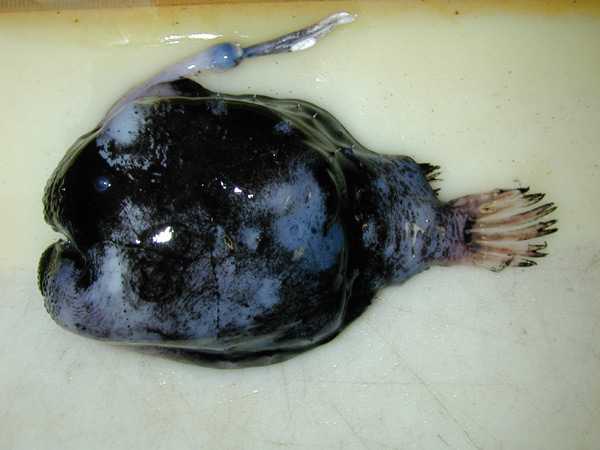
Himantolophus sp.

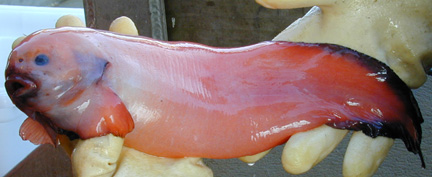
Elassodiscus tremebundus

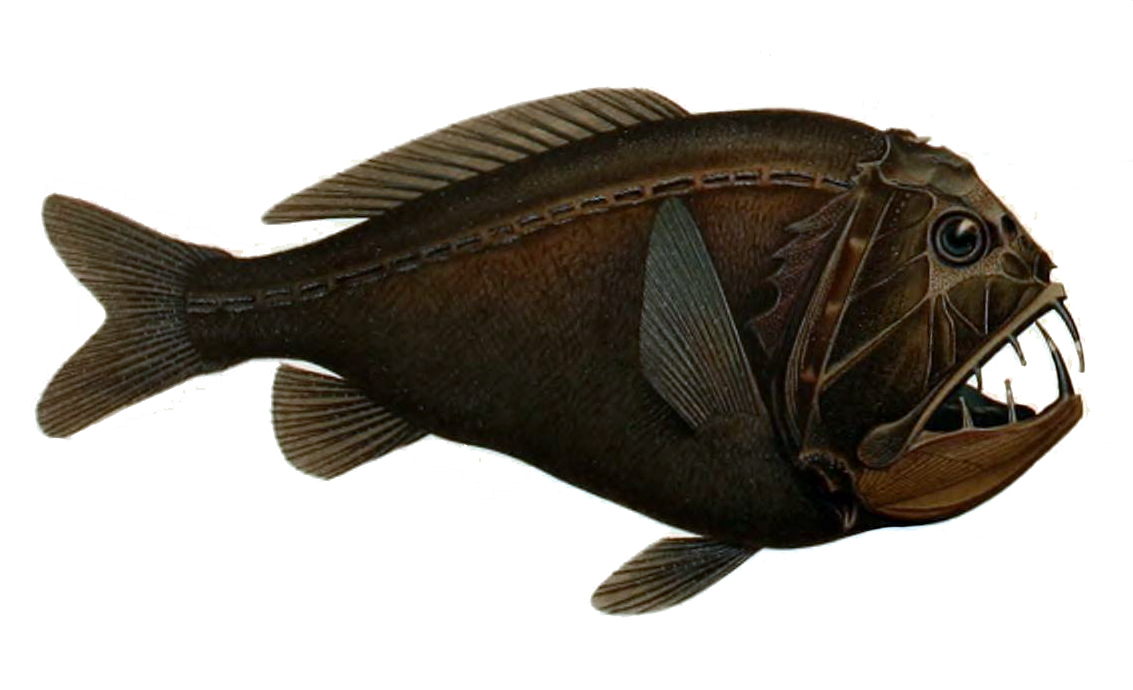
Anoplogaster cornuta

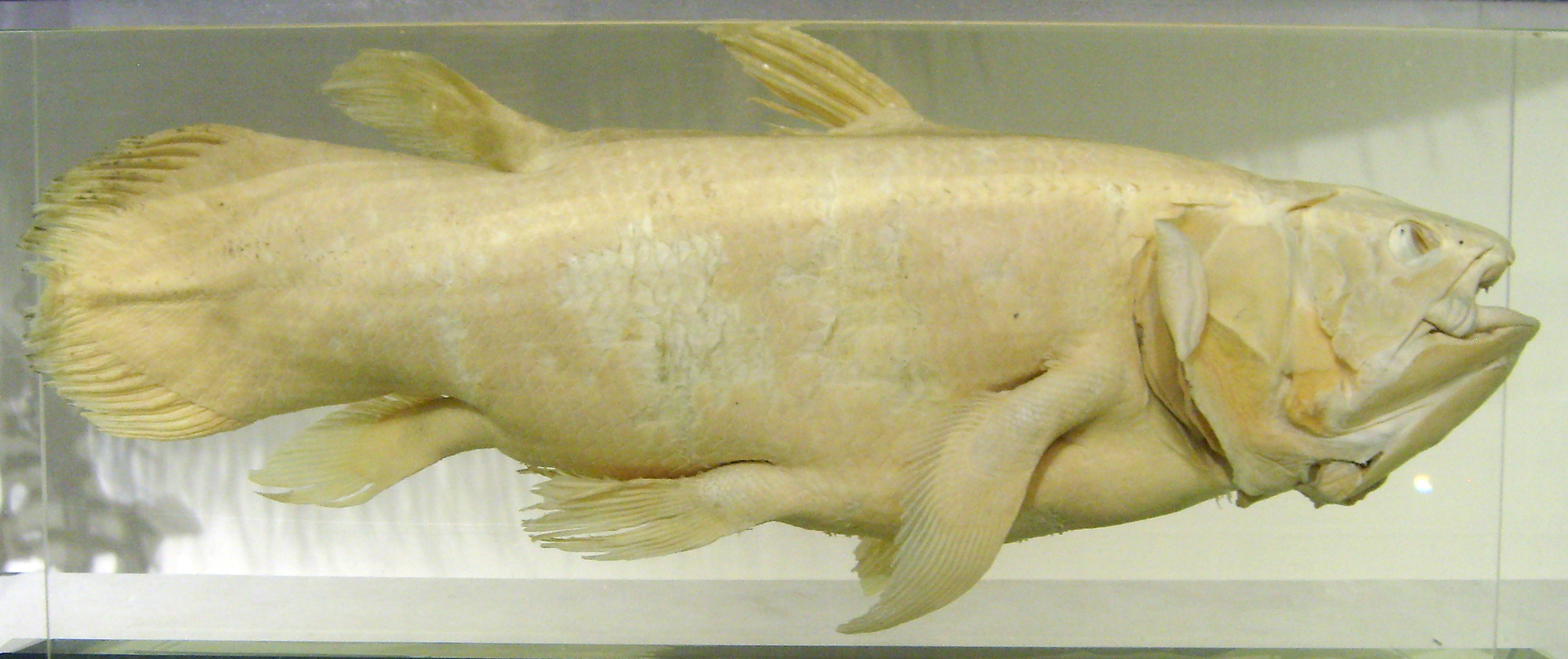
Latimeria chalumnae

  - Notacanthidae — Poissons-tapirs à épines
- Anguilliformes
  - Synaphobranchidae — Anguilles égorgées
  - Colocongridae
  - Congridae — Congres
  - Derichthyidae
  - Nemichthyidae — Poissons-avocettes
  - Nettastomatidae — Anguilles à bec de canard
  - Serrivomeridae
- Saccopharyngiformes
  - Cyematidae
  - Saccopharyngidae
  - Eurypharynx pelecanoides — Grandgousier-pélican
  - Monognathidae
- Argentiniformes ou osmeriformes
  - Argentinidae — Argentines
  - Opisthoproctidae — Revenants
  - Microstomatidae
  - Platytroctidae
  - Bathylagidae — Garcettes
  - Alepocephalidae
  - Leptochilichthyidae
- Stomiiformes
  - Gonostomatidae
  - Sternoptychidae — Haches d'argent
  - Phosichthyidae — Poissons étoilés
  - Stomiidae — Dragons à écailles
- Ateleopodiformes
  - Ateleopodidae
- Aulopiformes
  - Ipnopidae — Poissons trépieds
  - Notosudidae — Poissons guetteurs
  - Scopelarchidae —  Yeux-perlés
  - Evermannellidae — Poissons à dents de sabres
  - Alepisauridae — Cavalos
  - Paralepididae — Lussions
  - Bathysauridae — Poissons-lézards des abysses
  - Giganturidae — Poissons-télescopes
- Myctophiformes
  - Neoscopelidae
  - Myctophidae — Poissons-lanternes
- Lampriformes
  - Veliferidae
  - Lampridae — Opahs
  - Stylephoridae — Stylephoridés
  - Lophotidae — Poissons crêtés
  - Radiicephalus elongatus — Queue fuselée
  - Trachipteridae — Trachiptères, poissons rubans
- Polymixiiformes
  - Polymixiidae — Poissons à barbe
- Gadiformes
  - Muraenolepididae — Gadomurènes
  - Euclichthyidae
  - Macrouridae — Grenadiers
  - Moridae — Morues abyssales
  - Merlucciidae — Merlus
- Ophidiiformes
  - Ophidiidae — Donzelles
  - Aphyonidae
  - Carapidae
- Lophiiformes
  - Lophiidae — Baudroies
  - Chaunacidae — Crapauds de mer
  - Ogcocephalidae — Poisson chauve-souris
  - Caulophrynidae — Baudroies abyssales
  - Neoceratiidae — Baudroies abyssales
  - Melanocetidae — Baudroies abyssales
  - Himantolophidae — Poissons-football
  - Diceratiidae
  - Oneirodidae
  - Thaumatichthyidae
  - Centrophrynidae
  - Ceratiidae — Poissons-pêcheurs
  - Gigantactinidae — Poisson-fouet
  - Linophrynidae
- Stephanoberyciformes
  - Melamphaidae — Poissons percés
  - Hispidoberyx ambagiosus
  - Gibberichthyidae
  - Rondeletiidae
  - Barbourisiidae
  - Cetomimidae — Flabby whalefishes
  - Mirapinnidae
  - Megalomycteridae
- Beryciformes
  - Anoplogastridae — Poissons-ogres
  - Diretmidae
  - Trachichthyidae — Hoplites
  - Berycidae — Béryx
- Zeiformes
  - Oreosomatidae
  - Parazenidae
  - Zeniontidae
  - Grammicolepididae
- Scorpaeniformes
  - Peristediidae
  - Psychrolutidae
  - Bembridae
  - Anoplopomatidae
  - Ereuniidae
  - Liparidae
- Perciformes
  - Caristiidae — Poissons à crinière
  - Bathyclupeidae — Hareng abyssal
  - Zoarcidae — Lycodes
  - Chiasmodontidae — Avaleurs
  - Icosteus aenigmaticus
  - Scombrolabrax heterolepis
  - Gempylidae — Escolars
  - Ariommatidae — Poissons pailletés
  - Caproidae — Sangliers
- Pleuronectiformes — Poissons plats
  - Poecilopsettidae
  - Samaridae — Plies aux grands yeux
  - Trichiuridae — Sabres de mer

#### Poissons à nageoires charnues
- Coelacanthiformes
  - Latimeriidae — Cœlacanthes

#### Agnathes
- Myxinidae — Myxines